# Embrun (Hautes-Alpes)
Pour les articles homonymes, voir Embrun.
Embrun est une commune française située dans le département des Hautes-Alpes, en région Provence-Alpes-Côte d'Azur.
Ses habitants sont appelés les Embrunais et Embrunaises.

## Géographie

### Localisation
Sept communes sont limitrophes d'Embrun :
| Réallon      | Châteauroux-les-Alpes | Châteauroux-les-Alpes        |
| Puy-Sanières | Embrun (Hautes-Alpes) | Saint-André-d'Embrun         |
| Crots        | Baratier              | Saint-Sauveur (Hautes-Alpes) |

### Géologie et relief

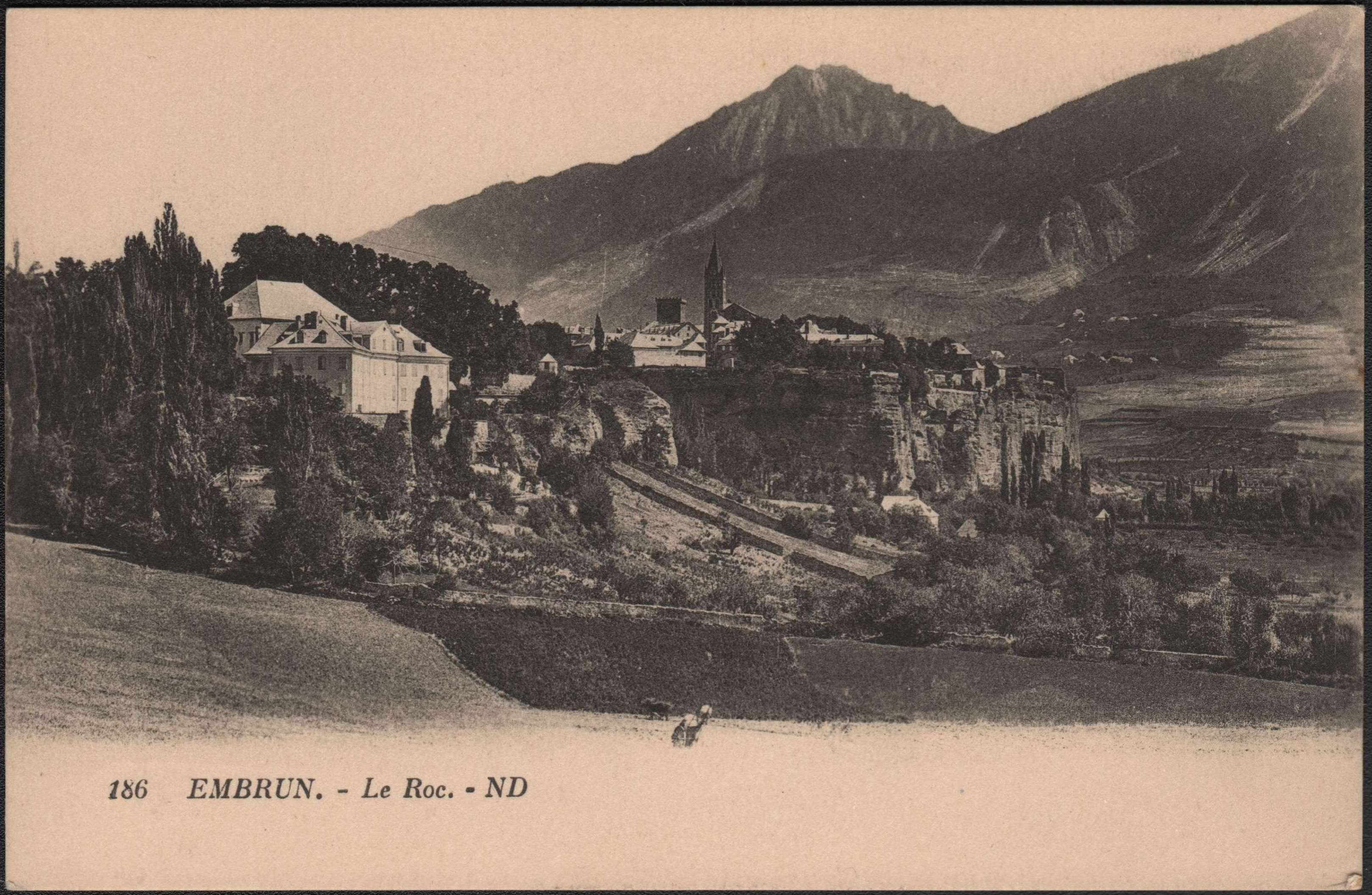
« Embrun - Le Roc », carte postale datée d'environ 1910.

La ville d'Embrun est construite sur une terrasse alluviale de la vallée de la Durance, à une altitude moyenne de 860 mètres. Plusieurs montagnes et cols, à l'ouest de la ville, culminent à plus de 2 000 mètres : le Mont Guillaume (2 542 mètres), le col de Chante-Perdrix (2 628 mètres), la Tête de Chante-Perdrix (2 719 mètres), la Tête de l'Hivernet (2 824 mètres).

### Hydrographie
Embrun est arrosée par de nombreux cours d'eau et canaux :
- la Durance ;
- le canal de Jaffueil ;
- le Torrent de Charance[2] ;
- le Bramafan[3] ;
- le Torrent de la Merdarel[4] ;
- le Riou Clar[5].

L'ensemble de ces cours d'eau alimente le lac de Serre-Ponçon, qui se trouve sur le cours de la Durance.

### Climat
Pour des articles plus généraux, voir Climat de Provence-Alpes-Côte d'Azur et Climat des Hautes-Alpes.
En 2010, le climat de la commune est de type climat des marges montagnardes, selon une étude du Centre national de la recherche scientifique s'appuyant sur une série de données couvrant la période 1971-2000. En 2020, Météo-France publie une typologie des climats de la France métropolitaine dans laquelle la commune est exposée à un climat de montagne ou de marges de montagne et est dans la région climatique Alpes du sud, caractérisée par une pluviométrie annuelle de 850 à 1 000 mm, minimale en été.
Pour la période 1971-2000, la température annuelle moyenne est de 9,7 °C, avec une amplitude thermique annuelle de 18,1 °C. Le cumul annuel moyen de précipitations est de 910 mm, avec 7,2 jours de précipitations en janvier et 6,1 jours en juillet. Pour la période 1991-2020, la température moyenne annuelle observée sur la station météorologique installée sur la commune est de 11,1 °C et le cumul annuel moyen de précipitations est de 732,6 mm. 
La température maximale relevée sur cette station est de 38,4 °C, atteinte le 28 juin 2019 ; la température minimale est de −19,1 °C, atteinte le 9 janvier 1985,,.
| Mois                                  | jan.             | fév.             | mars             | avril           | mai             | juin            | jui.           | août           | sep.            | oct.            | nov.             | déc.            | année      |
| ------------------------------------- | ---------------- | ---------------- | ---------------- | --------------- | --------------- | --------------- | -------------- | -------------- | --------------- | --------------- | ---------------- | --------------- | ---------- |
| Température minimale moyenne (°C)     | −2,4             | −2,2             | 1,1              | 4               | 7,7             | 11,2            | 13,3           | 13,3           | 9,6             | 6,2             | 1,6              | −1,6            | 5,2        |
| Température moyenne (°C)              | 2,4              | 3,4              | 7,2              | 10,2            | 14,1            | 18              | 20,6           | 20,5           | 16,1            | 11,8            | 6,4              | 2,9             | 11,1       |
| Température maximale moyenne (°C)     | 7,2              | 9                | 13,3             | 16,4            | 20,4            | 24,8            | 27,8           | 27,7           | 22,6            | 17,4            | 11,3             | 7,4             | 17,1       |
| Record de froid (°C) date du record   | −19,1 09.01.1985 | −18,8 15.02.1956 | −13,9 07.03.1971 | −6,3 03.04.1970 | −3,2 05.05.1991 | −0,8 03.06.1953 | 3,4 08.07.1954 | 3,4 30.08.1986 | −0,4 30.09.1974 | −5,3 31.10.1950 | −11,2 30.11.1973 | −15,6 20.12.09  | −19,1 1985 |
| Record de chaleur (°C) date du record | 19 19.01.07      | 21,5 27.02.19    | 24,3 18.03.1993  | 28,4 09.04.11   | 32,3 22.05.22   | 38,4 28.06.19   | 36,7 07.07.15  | 37,1 23.08.23  | 33,5 05.09.06   | 27,5 09.10.23   | 22,5 03.11.1981  | 17,7 22.12.1991 | 38,4 2019  |
| Ensoleillement (h)                    | 159,3            | 175,1            | 225,3            | 210,3           | 225,2           | 264,8           | 292,3          | 271,4          | 232,6           | 187,4           | 144,8            | 142             | 2 530,3    |
| Précipitations (mm)                   | 51               | 42,9             | 49,5             | 57              | 69,3            | 61,1            | 49,2           | 52,1           | 64,6            | 81,8            | 84,6             | 69,5            | 732,6      |

| Diagramme climatique                                  |           |             |         |             |              |              |              |             |             |             |             |
| J                                                     | F         | M           | A       | M           | J            | J            | A            | S           | O           | N           | D           |
| 7,2−2,451                                             | 9−2,242,9 | 13,31,149,5 | 16,4457 | 20,47,769,3 | 24,811,261,1 | 27,813,349,2 | 27,713,352,1 | 22,69,664,6 | 17,46,281,8 | 11,31,684,6 | 7,4−1,669,5 |
| Moyennes : • Temp. maxi et mini °C • Précipitation mm |           |             |         |             |              |              |              |             |             |             |             |

Les paramètres climatiques de la commune ont été estimés pour le milieu du siècle (2041-2070) selon différents scénarios d'émission de gaz à effet de serre à partir des nouvelles projections climatiques de référence DRIAS-2020. Ils sont consultables sur un site dédié publié par Météo-France en novembre 2022.
Située dans une zone de transition géographique formée par la vallée de la Durance d'une part et ses deux versants culminants autour de 3 000 m d'autre part, Embrun, 870 m, bénéficie d'un climat parmi les plus secs et ensoleillés des Alpes. C'est la raison pour laquelle on la surnomme à juste titre la « Nice des Alpes », à cause de son climat tempéré.
La station est à 871 m d'altitude.
De 1961 à 1990, il gèle en moyenne 103 jours par an et 83 jours par an avec des précipitations supérieures ou égales à 1 mm. La température record la plus froide est −19,1 °C le 9 janvier 1985 et la plus chaude 38,3 °C le 28 juin 2019. Embrun est une des villes les plus ensoleillées de France avec 2 506 heures par an
| Mois                              | jan. | fév. | mars | avril | mai  | juin | jui. | août | sep. | oct. | nov. | déc. | année |
| --------------------------------- | ---- | ---- | ---- | ----- | ---- | ---- | ---- | ---- | ---- | ---- | ---- | ---- | ----- |
| Température minimale moyenne (°C) | −3,5 | −2,6 | 0,3  | 3,3   | 7    | 10,1 | 12,3 | 12,1 | 9,8  | 5,5  | 0,9  | −2,3 | 4,5   |
| Température maximale moyenne (°C) | 5,5  | 7,4  | 11,2 | 14,9  | 19,1 | 22,6 | 26   | 25,3 | 21,8 | 16,6 | 10,2 | 6,4  | 15,7  |

| Mois                                  | jan.       | fév.       | mars       | avril     | mai       | juin      | jui.      | août      | sep.      | oct.      | nov.       | déc.       | année      |
| ------------------------------------- | ---------- | ---------- | ---------- | --------- | --------- | --------- | --------- | --------- | --------- | --------- | ---------- | ---------- | ---------- |
| Température minimale moyenne (°C)     | −3,2       | −2,1       | 0,1        | 3,1       | 6,7       | 9,9       | 12,4      | 12,1      | 9,7       | 5,8       | 0,9        | −1,9       | 4,5        |
| Température moyenne (°C)              | 1,2        | 2,7        | 5,5        | 8,7       | 12,7      | 16,2      | 19,3      | 18,8      | 15,9      | 11,4      | 5,6        | 2,4        | 10         |
| Température maximale moyenne (°C)     | 5,7        | 7,6        | 10,9       | 14,4      | 18,6      | 22,4      | 26,2      | 25,5      | 22,1      | 16,9      | 10,4       | 6,7        | 15,6       |
| Record de froid (°C) date du record   | −19,1 1985 | −18,8 1956 | −13,9 1971 | −6,3 1970 | −3,2 1991 | −0,8 1953 | 3,4 1984  | 3,4 1986  | −0,4 1974 | −5,3 1950 | −11,2 1973 | −15,6 2009 | −19,1 1985 |
| Record de chaleur (°C) date du record | 19 2007    | 21,3 2012  | 24,3 1993  | 28,4 2011 | 31,8 2009 | 38,3 2019 | 36,7 2015 | 36,1 2012 | 33,5 2006 | 27,5 1997 | 22,5 1981  | 17,7 1991  | 38,3 2019  |
| Ensoleillement (h)                    | 148,2      | 153,6      | 206        | 207,8     | 224,3     | 260,7     | 304       | 275       | 235,7     | 198,7     | 148        | 143,5      | 2 506      |
| Précipitations (mm)                   | 60,2       | 54         | 55,9       | 56,7      | 61        | 65,2      | 46,9      | 54,7      | 56,3      | 73,7      | 73         | 58,2       | 716        |

| Mois                                  | jan.             | fév.             | mars             | avril           | mai             | juin            | jui.           | août           | sep.            | oct.            | nov.             | déc.            | année      |
| ------------------------------------- | ---------------- | ---------------- | ---------------- | --------------- | --------------- | --------------- | -------------- | -------------- | --------------- | --------------- | ---------------- | --------------- | ---------- |
| Température minimale moyenne (°C)     | −2,8             | −2,5             | 0,6              | 3,4             | 7,5             | 10,6            | 13,1           | 12,9           | 9,6             | 6,2             | 1,1              | −1,7            | 4,9        |
| Température moyenne (°C)              | 2                | 3                | 6,5              | 9,3             | 13,6            | 17,2            | 20,2           | 19,9           | 15,9            | 11,6            | 5,9              | 2,7             | 10,7       |
| Température maximale moyenne (°C)     | 6,8              | 8,4              | 12,4             | 15,2            | 19,7            | 23,8            | 27,3           | 27             | 22,3            | 17,1            | 10,8             | 7,1             | 16,5       |
| Record de froid (°C) date du record   | −19,1 09.01.1985 | −18,8 15.02.1956 | −13,9 07.03.1971 | −6,3 03.04.1970 | −3,2 05.05.1991 | −0,8 03.06.1953 | 3,4 08.07.1954 | 3,4 30.08.1986 | −0,4 30.09.1974 | −5,3 31.10.1950 | −11,2 30.11.1973 | −15,6 20.12.09  | −19,1 1985 |
| Record de chaleur (°C) date du record | 19 19.01.07      | 21,5 27.02.19    | 24,3 18.03.1993  | 28,4 09.04.11   | 32,3 22.05.22   | 38,4 28.06.19   | 36,7 07.07.15  | 37,1 23.08.23  | 33,5 05.09.06   | 27,5 02.10.1997 | 22,5 03.11.1981  | 17,7 22.12.1991 | 38,4 2019  |
| Ensoleillement (h)                    | 160,1            | 178,8            | 225,8            | 208             | 222,4           | 263,9           | 292,1          | 268,7          | 227,1           | 181,1           | 144,5            | 138,6           | 2 510,9    |
| Précipitations (mm)                   | 51,9             | 45,1             | 50,1             | 61,2            | 68              | 61              | 46,8           | 51,9           | 69              | 85,8            | 69               | 66,7            | 726,5      |

## Urbanisme

### Typologie
Au 1er janvier 2024, Embrun est catégorisée petite ville, selon la nouvelle grille communale de densité à 7 niveaux définie par l'Insee en 2022.
Elle appartient à l'unité urbaine d'Embrun, une agglomération intra-départementale dont elle est ville-centre,. Par ailleurs la commune fait partie de l'aire d'attraction d'Embrun, dont elle est la commune-centre,. Cette aire, qui regroupe 12 communes, est catégorisée dans les aires de moins de 50 000 habitants,.
La commune, bordée par un plan d’eau intérieur d’une superficie supérieure à 1 000 hectares, le lac de Serre-Ponçon, est également une commune littorale au sens de la loi du 3 janvier 1986, dite loi littoral. Des dispositions spécifiques d’urbanisme s’y appliquent dès lors afin de préserver les espaces naturels, les sites, les paysages et l’équilibre écologique du littoral, tel le principe d'inconstructibilité, en dehors des espaces urbanisés, sur la bande littorale des 100 mètres, ou plus si le plan local d’urbanisme le prévoit.

### Occupation des sols
L'occupation des sols de la commune, telle qu'elle ressort de la base de données européenne d’occupation biophysique des sols Corine Land Cover (CLC), est marquée par l'importance des forêts et milieux semi-naturels (53,2 % en 2018), en diminution par rapport à 1990 (55,1 %). La répartition détaillée en 2018 est la suivante : 
forêts (34,1 %), prairies (24,8 %), zones agricoles hétérogènes (10,5 %), espaces ouverts, sans ou avec peu de végétation (10,4 %), milieux à végétation arbustive et/ou herbacée (8,8 %), zones urbanisées (8,6 %), zones industrielles ou commerciales et réseaux de communication (2 %), eaux continentales (0,9 %).
L'évolution de l’occupation des sols de la commune et de ses infrastructures peut être observée sur les différentes représentations cartographiques du territoire : la carte de Cassini (XVIIIe siècle), la carte d'état-major (1820-1866) et les cartes ou photos aériennes de l'IGN pour la période actuelle (1950 à aujourd'hui).

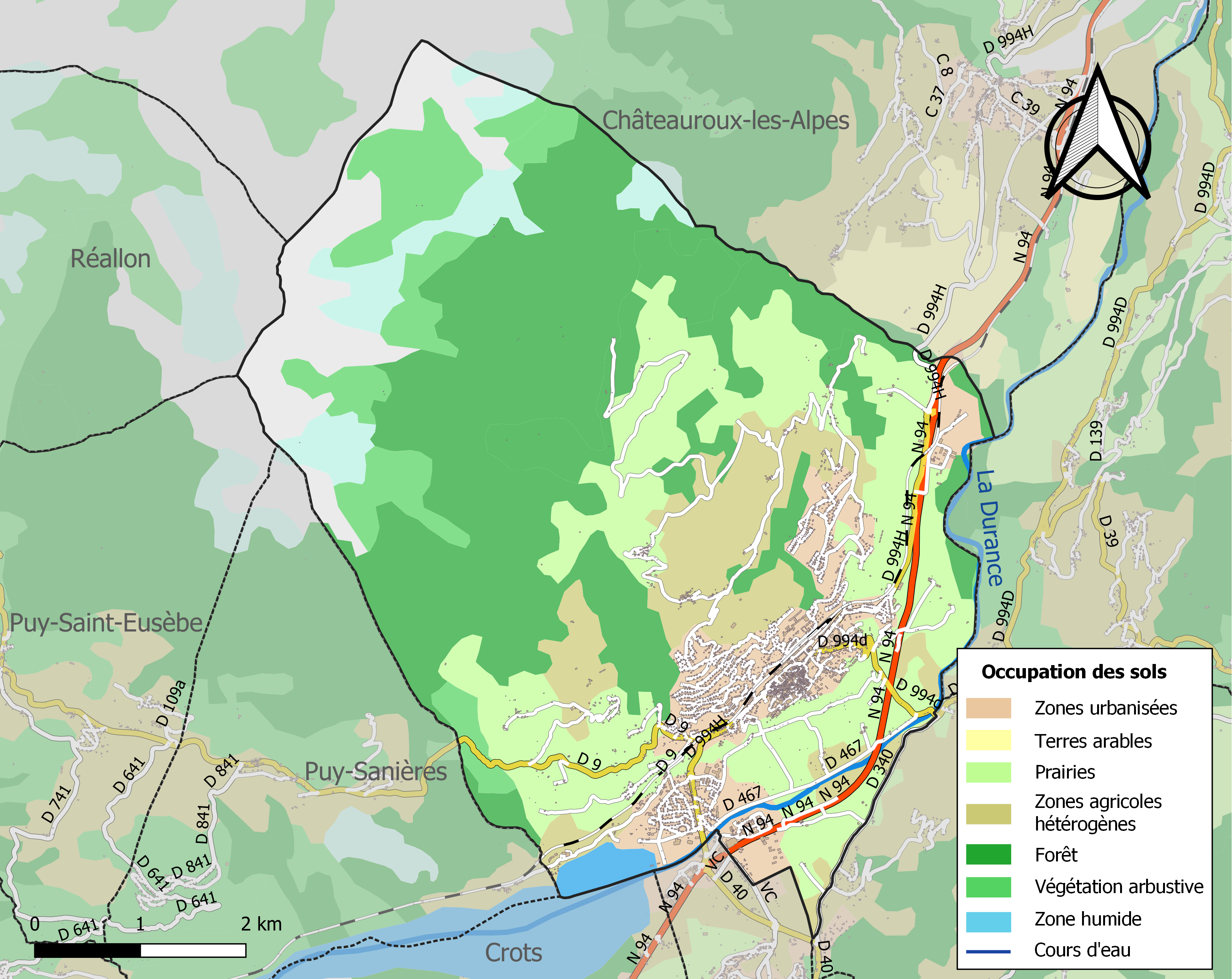
Carte de l'occupation des sols de la commune en 2018 (CLC).

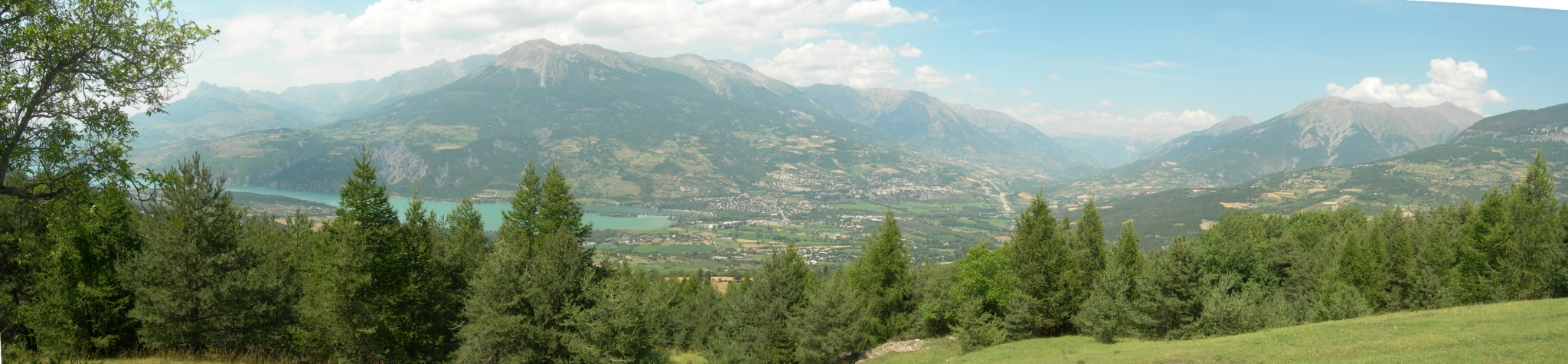
Vue panoramique sur Embrun.

### Voies de communication et transports

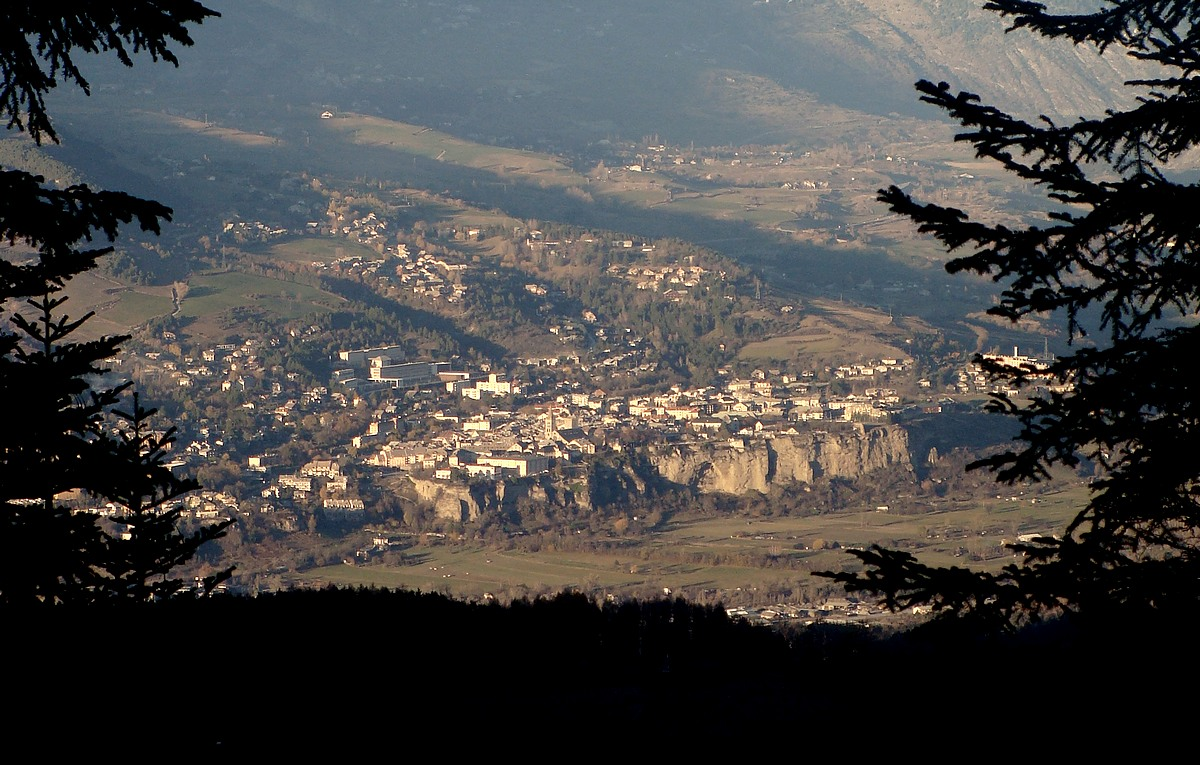
Embrun vue de la forêt de Boscodon.

À mi-chemin entre Gap et Briançon, Embrun est un point de passage obligé pour aller du sud au nord du département.
- liaisons routières : traversée par la RN 94, la ville s'est vue désengorgée en décembre 2007 avec la mise en service de la déviation qui longe la Durance en contrebas du Roc avant de remonter vers Châteauroux-les-Alpes.
- liaisons ferroviaires : Embrun dispose d'une gare ferroviaire. Desservie principalement par des TER, Marseille - Briançon, la gare accueille aussi le train de nuit Paris - Briançon, ainsi que des trains couchettes saisonniers lors des vacances d'hiver.

## Toponymie
La localité est citée dans la Géographie de Strabon comme étape sur la voie Domitienne où elle est nommée Eburodunum,.
Ambrun en alpin selon la norme classique et selon la norme mistralienne.
Ce nom est d'origine celtique et se décompose en Dun (forteresse, le fort) que l'on retrouve dans de nombreux toponymes comme Lug-dun (Lyon), et Eburo qui, à l'unanimité des linguistes, désigne l'if. Ce toponyme peut signifier la « Forteresse de l'If ».

## Histoire

### Antiquité
Dominant la Durance et accrochée sur son roc, la ville se trouve sur un site d’oppidum qui lui permettait de contrôler les flux sur l'axe durancien. Embrun est la capitale des Caturiges ; ce peuple, dont le nom signifie « rois du combat », étaient clients des Voconces.
Après la conquête romaine, la ville gallo-romaine placée sur la via Cottia aux abords de l'oppidum d'Eburodunum, qui occupait approximativement la place de l'archevêché et de la cathédrale actuels, devient la capitale de civitas sous le nom d’Ebrodunensium, rattachée à la province romaine des Alpes-Maritimes.
Dès le IVe siècle, la cité est le siège d'un évêché. Il est fondé par saint Marcellin d'Embrun, d'origine berbère d'Afrique du Nord. Dans la pratique cet évêché est à l'origine de la création de tous ceux de la région ; par exemple les deux premiers évêques de Digne sont des compatriotes de Marcellin.
En 333, l'anonyme de Bordeaux sur la route de Jérusalem y fit étape. Il nota le nom de Mansio Ebreduno.

### Moyen Âge
Cinq cents ans plus tard, sous Charlemagne, la notion d'archevêque est créée, celui d'Embrun est reconnu dès 829. Embrun aura très longtemps sous sa « tutelle » les évêchés environnant, même ceux des Alpes-Maritimes.

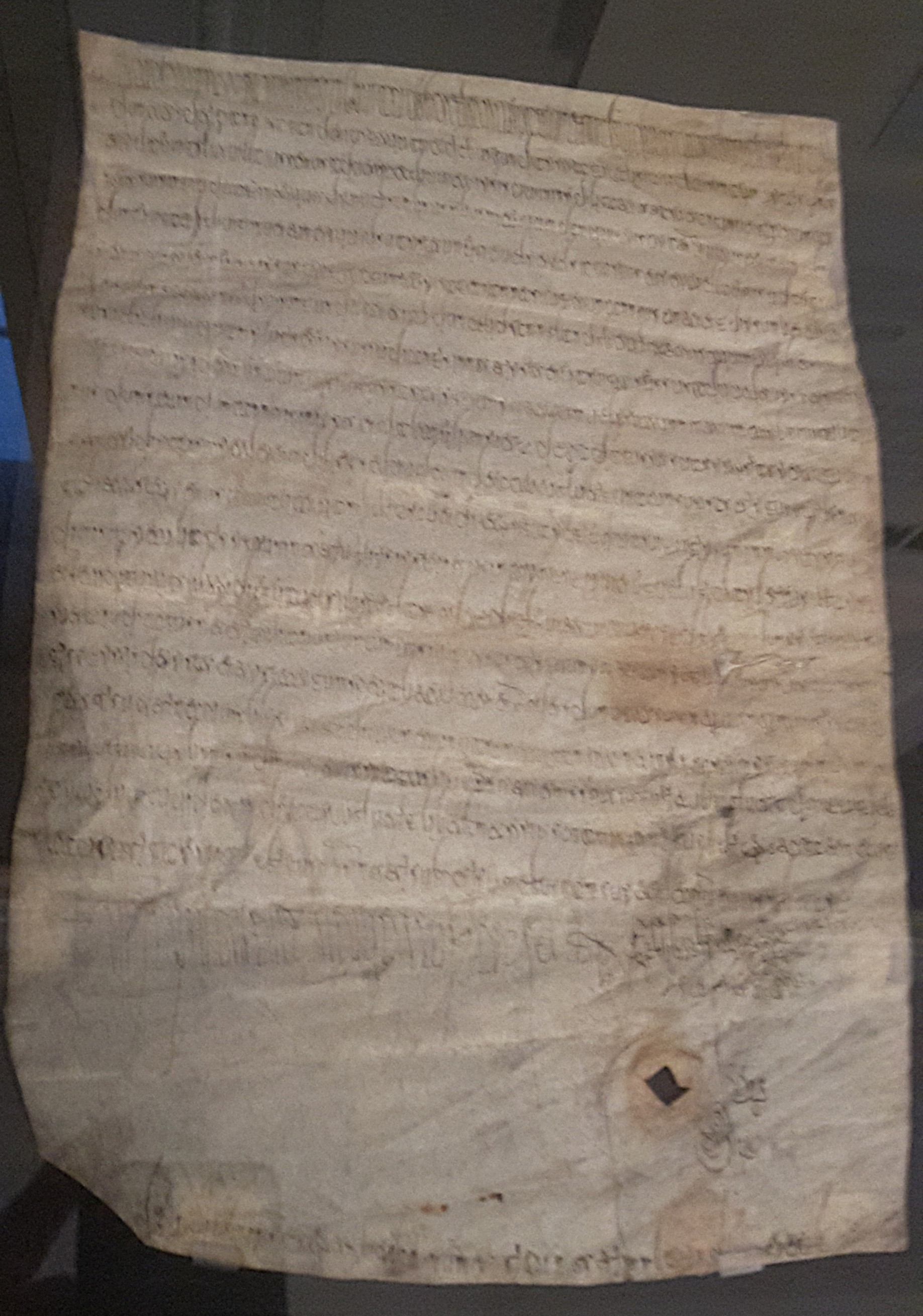
Autorisation donnée par Thierry III (vers 657-691) à Chramlin, évêque d'Embrun, déposé, de se retirer dans l'abbaye de Saint-Denis. Parchemin.

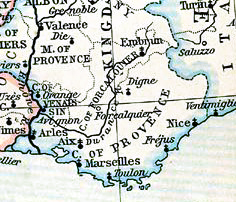
Embrun, dans le comté de Forcalquier, entre comté et marquisat de Provence, en 1184.

Embrun et sa région firent partie du comté de Provence constitué à la fin du Xe siècle, puis du comté de Forcalquier qui s'en est détaché au XIIe siècle. À la mort du dernier comte de Forcalquier en 1209, la région d'Embrun et de Gap était transmise au Dauphiné, tandis que celle de Forcalquier et de Sisteron retournait au comté de Provence.
L’archevêque-prince d'Embrun était primitivement seul maître de la ville ; le comte de Provence en 1160, le Dauphin en 1210 et 1247, héritiers du comté d'Embrun, lui imposèrent un condominium et opposèrent au beau donjon carré du prélat, la Tour Brune, un château hors des murs, sur le roc, dont il ne reste que la base d'une tour du XIIIe siècle, la construction des fortifications bastionnées ayant occasionné la destruction du reste.
Une commune bourgeoise, régie par des coutumes assez égalitaires en matière fiscale (le tiers état et la noblesse étaient égaux devant l'impôt), s'organisa fort anciennement avec le soutien du clergé, chassa le baile du comte, affirma ses libertés qui, réduites en 1258, étaient encore notables en 1789.
La ville est réunie au royaume de France en 1349, à l'occasion du « transport » du Dauphiné.

### Les Templiers et les Hospitaliers
Les Templiers possédaient une maison à Embrun, établissement secondaire qui dépendait d’une commanderie,. Les Hospitaliers étaient également présents. En 1266, on mentionne un commandeur de l'ordre de Saint-Jean de Jérusalem. Frère Raymond Chabaud était alors commandeur de l'Hôpital des « Marches de Charles de l'Argentière » et de Saint-Jean d'Embrun.

### XVIe,XVIIeetXVIIIesiècles

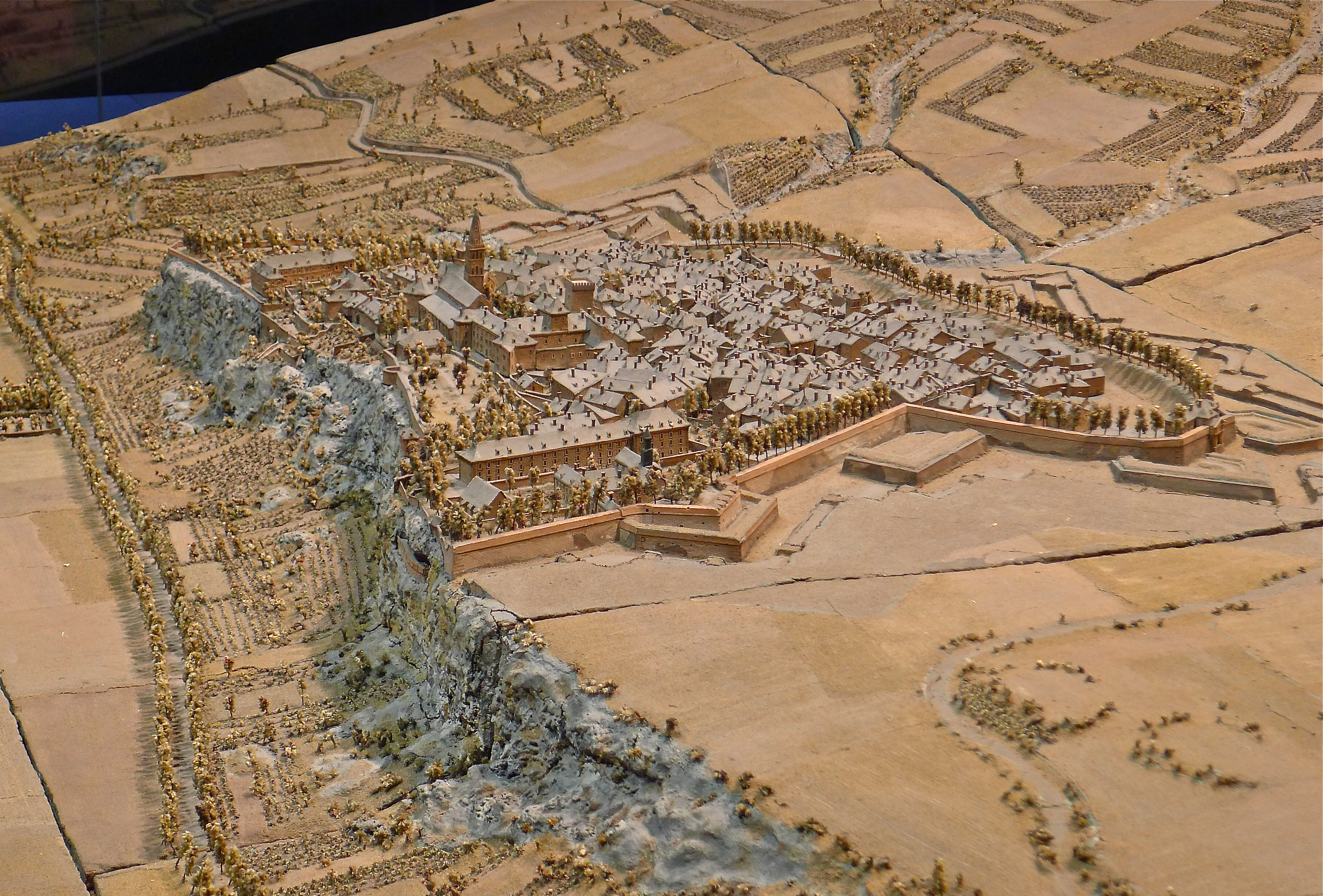
Embrun au début du XVIIIe siècle (plan-relief).

Lors des guerres de Religion, en 1585, la ville est prise par le chef protestant Lesdiguières qui y installe provisoirement sa « capitale ». Une partie des archives est brûlée à cette occasion et la fresque miraculeuse de Notre-Dame d'Embrun est détruite. Dans la Vie du mareschal de Lesdiguières, Louis Videl parle du pillage de l’église, et de la statue de la Vierge ainsi que de celle de saint Marcelin, tirées au sort par les soldats.
« 
- « Quand les Huguenots prindrent Ambrun , ils trouverent entre les reliques de la principale Eglise un Priape de bois à l’antique, qui avoit le bout rougi à force d’estre lavé de vin. Les femmes en faisaient le Sainct Vinaigre, pour appliquer à un estrange usage. » (Théodore Agrippa d'Aubigné, Confession catholique du sieur de Sancy, II, 2, Œuvres complètes, éd. Pléiade, p. 634) »

L'enceinte projetée par Vauban est bâtie à la fin du XVIe siècle.
En 1692, la ville est assiégée par le duc Victor-Amédée II à partir du 6 août 1692, prise le 16 car à court de munitions et livrée au pillage. On y comptait sept paroisses ; trois ont été supprimées au XVIe siècle, deux au XVIIIe siècle, une au XIXe siècle. La splendide cathédrale demeure sa seule église, mais l'on y voit aussi la chapelle du couvent des Cordeliers du XIIIe siècle, mutilée, mais où de belles fresques ont pu être restaurées ; un couvent de la Visitation ; un collège des jésuites, un hôpital.

### XIXesiècle
La citadelle fut déclassée en 1872. Les murailles de la ville, qui n’entouraient que le sommet de la cité épiscopale, sont rasées avec l’arrivée du chemin de fer, en 1882.

#### Les déportés d'Isolaccio-di-Fiumorbo

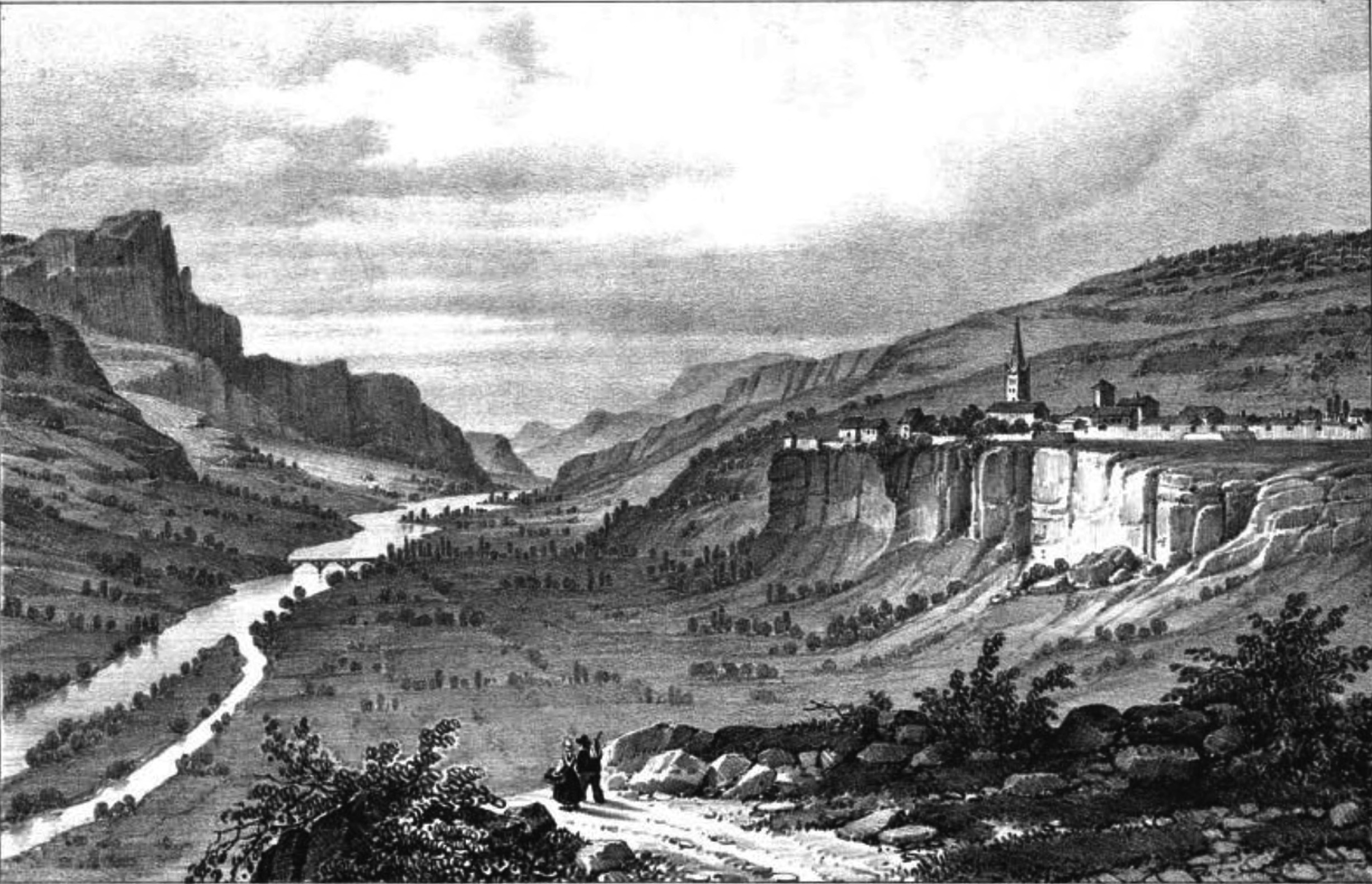
Embrun illustrée par Alexandre Debelle (1805-1897).

En 1808, à la suite de troubles, le pouvoir napoléonien fait arrêter 167 hommes et garçons âgés de 15 à 90 ans dans le village corse d'Isolaccio-di-Fiumorbo. Un grand nombre d'entre eux va être déporté sur le continent, notamment à la maison centrale de détention d'Embrun. Plusieurs dizaines vont y mourir en quelques mois, les conditions de vie dans cette prison étant particulièrement difficiles. Ils ont été enterrés dans le « cimetière des condamnés », qui se trouvait dans le quartier Sainte Marthe. Les descendants de ces déportés réclament aujourd'hui l'apposition d'une plaque pour commémorer cet épisode.

### XXesiècle
La ville perd son statut de sous-préfecture lors de la réforme administrative de 1926, l'arrondissement d'Embrun est en grande partie rattaché à celui de Gap.

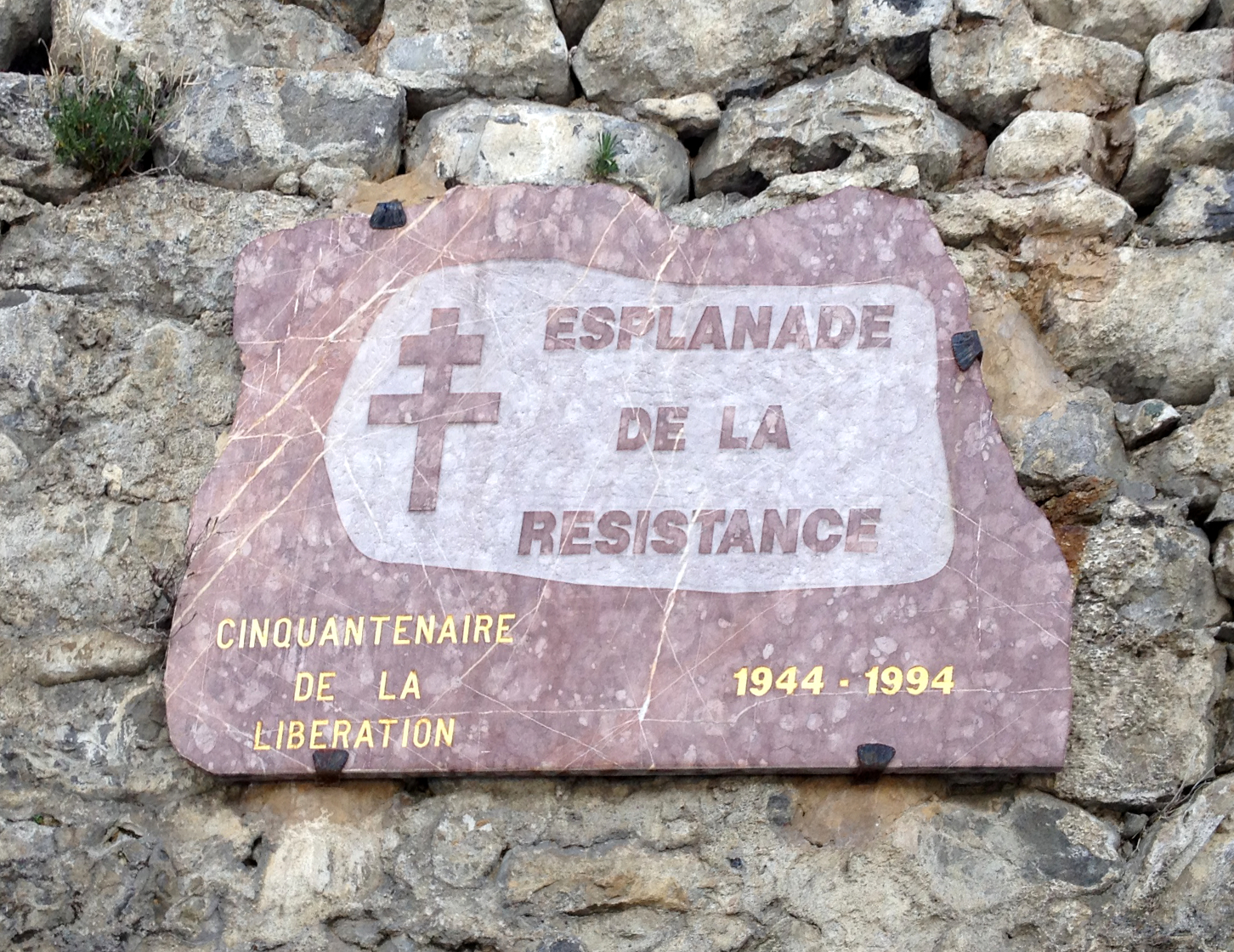
Plaque Esplanade de la Résistance.

Durant la Seconde Guerre mondiale, le 25 avril 1940, la 64e division d'infanterie installe son PC à Embrun, sous les ordres du général Pierre Robert de Saint-Vincent. Lors de la bataille des Alpes, la division repousse les offensives italiennes dans le Queyras et dans la vallée de l'Ubaye. De novembre 1942 à septembre 1943, un camp d'internement qui est tenu par les forces italiennes d'occupation est établi à Embrun (caserne Lapeyrouse, ancienne maison centrale de détention). Il est supprimé sous l'occupation allemande car « jugé peu sûr par ces derniers ».[source insuffisante].
La ville connaît un nouvel essor avec le chantier du barrage de Serre-Ponçon à la fin des années 1950 et la création du grand lac artificiel qui en résulte. La construction du barrage a nécessité le déblaiement de plus de trente millions de tonnes de matériaux, la déviation de 15 km de voie ferrée et environ 50 km de routes, la construction d'un pont, le déplacement et la reconstruction du villages de Savines submergé par la retenue d'eau (1 200 millions de m³).

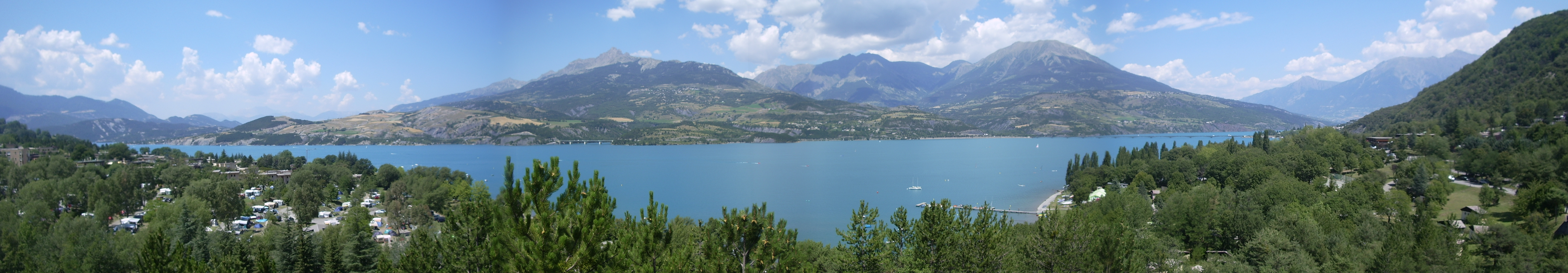
Panorama du lac de Serre-Ponçon, depuis Savines-le-Lac.

## Politique et administration

### Liste des maires
| Période                                  | Période      | Identité                                          | Étiquette                               | Qualité |
| ---------------------------------------- | ------------ | ------------------------------------------------- | --------------------------------------- | --- |
| Les données manquantes sont à compléter. |              |                                                   |                                         | |
| 1852                                     | ?            | Calixte-Joseph-Camille de La Forgue de Bellegarde | Droite                                  | Archéologue Député des Hautes-Alpes (1848 → 1849) Conseiller général d'Embrun (1839 → 1871) |
| Les données manquantes sont à compléter. |              |                                                   |                                         | |
| 1871                                     | 1873         | Barthélémy Ferrary                                |                                         | Entrepreneur en travaux publics Député des Hautes-Alpes (1876 → 1877 et 1878 → 1886) Conseiller général d'Embrun (1883 → 1886) |
| Les données manquantes sont à compléter. |              |                                                   |                                         | |
| 1925                                     | 1929         | François Joubert                                  | Rad.                                    | Entrepreneur de travaux publics Conseiller général d'Embrun (1928 → 1940) Ancien conseiller d'arrondissement |
| Les données manquantes sont à compléter. |              |                                                   |                                         | |
| 1947                                     | 1951         | Louis Céard                                       |                                         | Vétérinaire |
| 1951                                     | 1991 (décès) | Alexandre Didier                                  | DVD                                     | Négociant |
| 1991                                     | mars 2001    | Robert Motte                                      | DVD                                     | Général de brigade de l'armée de terre Président de la CC de l'Embrunais (1993 → 2001) |
| mars 2001                                | En cours     | Chantal Eymeoud                                   | UDF puis NC-UDI puis LC puis Horizons , | Ancienne cadre Conseillère régionale de Provence-Alpes-Côte d’Azur (2010 → ) 2e vice-présidente du conseil régional (2016 → ) Présidente de la CC de l'Embrunais (2001 → 2017) Présidente de la CC Serre-Ponçon (2017 → ) Réélue pour le mandat 2020-2026, |

### Intercommunalité
Embrun a fait partie jusqu'en 2016 de la communauté de communes de l'Embrunais, dont elle était le siège.
Depuis le 1er janvier 2017, elle fait partie de la communauté de communes de Serre-Ponçon, dont elle est le siège.

### Jumelages
La ville d'Embrun est jumelée avec plusieurs villes à travers le monde :
| - Zell im Wiesental (Allemagne) depuis 1981, ; - Embrun (Canada) depuis 1981, ; - Borgofranco d'Ivrea (Italie) depuis 1984, ; - Koh Samui (Thaïlande) depuis 2011,. | \| \| |
| Borgofranco d'Ivrea (Italie) · Zell im Wiesental (Allemagne) · Embrun (Canada) · Koh Samui (Thaïlande)                                                              |       |

## Population et société

### Démographie

#### Évolution démographique
L'évolution du nombre d'habitants est connue à travers les recensements de la population effectués dans la commune depuis 1793. Pour les communes de moins de 10 000 habitants, une enquête de recensement portant sur toute la population est réalisée tous les cinq ans, les populations de référence des années intermédiaires étant quant à elles estimées par interpolation ou extrapolation. Pour la commune, le premier recensement exhaustif entrant dans le cadre du nouveau dispositif a été réalisé en 2005.

En 2022, la commune comptait 6 387 habitants, en évolution de +3,45 % par rapport à 2016 (Hautes-Alpes : +0,4 %, France hors Mayotte : +2,11 %).
| 1793  | 1800  | 1806  | 1821  | 1831  | 1836  | 1841  | 1846  | 1851  |
| ----- | ----- | ----- | ----- | ----- | ----- | ----- | ----- | ----- |
| 2 380 | 3 125 | 3 301 | 3 002 | 3 062 | 3 169 | 4 373 | 4 453 | 4 794 |

| 1856  | 1861  | 1866  | 1872  | 1876  | 1881  | 1886  | 1891  | 1896  |
| ----- | ----- | ----- | ----- | ----- | ----- | ----- | ----- | ----- |
| 4 736 | 4 287 | 4 183 | 3 751 | 3 957 | 4 008 | 4 481 | 4 017 | 3 430 |

| 1901  | 1906  | 1911  | 1921  | 1926  | 1931  | 1936  | 1946  | 1954  |
| ----- | ----- | ----- | ----- | ----- | ----- | ----- | ----- | ----- |
| 3 505 | 3 752 | 3 556 | 2 407 | 2 802 | 2 711 | 2 962 | 2 677 | 3 119 |

| 1962  | 1968  | 1975  | 1982  | 1990  | 1999  | 2005  | 2006  | 2010  |
| ----- | ----- | ----- | ----- | ----- | ----- | ----- | ----- | ----- |
| 3 850 | 4 273 | 4 575 | 5 214 | 5 793 | 6 152 | 6 188 | 6 230 | 6 110 |

| 2015  | 2020  | 2022  | - | - | - | - | - | - |
| ----- | ----- | ----- | - | - | - | - | - | - |
| 6 177 | 6 435 | 6 387 | - | - | - | - | - | - |

#### Pyramide des âges
En 2021, le taux de personnes d'un âge inférieur à 30 ans s'élève à 25,8 %, soit en dessous de la moyenne départementale (28,5 %). À l'inverse, le taux de personnes d'âge supérieur à 60 ans est de 40,3 % la même année, alors qu'il est de 33,2 % au niveau départemental.
En 2021, la commune comptait 2 993 hommes pour 3 411 femmes, soit un taux de 53,26 % de femmes, légèrement supérieur au taux départemental (51,29 %).
Les pyramides des âges de la commune et du département s'établissent comme suit :
| Hommes | Classe d’âge | Femmes |
| ------ | ------------ | ------ |
| 1,7    | 90 ou +      | 3,8    |
| 11,5   | 75-89 ans    | 15,6   |
| 22,8   | 60-74 ans    | 24,7   |
| 19,4   | 45-59 ans    | 18,4   |
| 15,4   | 30-44 ans    | 14,6   |
| 15,9   | 15-29 ans    | 11,8   |
| 13,2   | 0-14 ans     | 11,1   |

| Hommes | Classe d’âge | Femmes |
| ------ | ------------ | ------ |
| 1      | 90 ou +      | 2,5    |
| 9      | 75-89 ans    | 11,6   |
| 20,9   | 60-74 ans    | 21,2   |
| 21,3   | 45-59 ans    | 20,8   |
| 17,4   | 30-44 ans    | 17,1   |
| 14,3   | 15-29 ans    | 12,1   |
| 16,1   | 0-14 ans     | 14,7   |

### Enseignement
Les établissements scolaires d'Embrun dépendent de l'académie d'Aix-Marseille. Les élèves de la ville peuvent suivre leur scolarité dans la commune, jusqu'au lycée : 
- deux écoles maternelles : la Farandole et la Soldanelle[51] ;
- deux écoles primaires : Cézanne[52] (le nom est celui d'Ernest Cézanne, et non celui de Paul Cézanne, malgré une confusion couramment commise) et Pasteur[51] ;
- collège climatique Les Écrins, regroupant 593 collégiens en 2013[53],
- lycée professionnel des métiers Alpes-et-Durance, regroupant 265 lycéens en 2013[54] ;
- lycée climatique Honore-Romane, regroupant 498 lycéens en 2013[55].

Les universités les plus proches sont celles d'Aix-Marseille (qui dispose d'une antenne à Gap) et de Grenoble.

### Manifestations culturelles et festivités

#### L'Outdoormix Festival
L'Outdoormix Festival est un rassemblement de 4 jours de compétitions sportives dites Outdoor et extrêmes (BMX, escalade, handisport, kayak, kitesurf et kitefoil, longboard, MTB Dirt et Downhill, slackline,et Stand Up Paddle) et de 3 soirées de concerts. Le festival a lieu tous les ans pendant le week-end de la Pentecôte.
Né en 2013, l’Outdoormix Festival organisé par l'association WeAreHautesAlpes a su séduire le monde entier de l’Outdoor et de la musique grâce à un concept d’événement qui rassemble tous les profils de passionnés, de l’amateur au sportif professionnel, du simple curieux au plus aguerri des festivaliers.
Situé au bord du plan d’eau d’Embrun, l’événement réunit plus de 100 000 personnes, 50 marques sur le village événement et près de 25 nations de sportifs Outdoor sur 4 jours de festivités.

#### L'Embrunman
Créé en 1984, l'Embrunman est un triathlon longue distance qui se court le 15 août. L'épreuve comporte 3 800 m de natation dans le plan d'eau d'Embrun (juste à côte du lac de Serre-Ponçon), 188 km de cyclisme (avec un dénivelé positif de plus de 3 600 mètres) et se termine par un marathon (avec un dénivelé d'environ 400 mètres). L'épreuve est réputée pour être une des plus dures du monde de par sa dimension et sa difficulté globale.
Depuis son 30e anniversaire en 2013, l'organisation offre plusieurs épreuves : le mythique Embrunman, une épreuve courte distance ainsi qu'une multitude d'épreuves sportives combinées.

### Santé
Un centre hospitalier est installé à Embrun. En plus d'un pôle de médecine générale, l'établissement dispose d'un service d’imagerie, ainsi que d'un centre périnatal de proximité et d'un pôle gériatrique. En dehors de l'hôpital, 12 cabinets de médecins sont installés en ville, ainsi que 3 pharmacies, 23 infirmiers et 17 kinésithérapeutes.

### Culte
La commune d'Embrun compte une paroisse de culte catholique, dépendante du diocèse de Gap et Embrun. Les membres de l'église réformée de France se regroupent localement dans le diocèse « Freissinières-Briançon-Queyras ». La communauté musulmane dispose d'un lieu de culte à Embrun, ainsi que celle des Témoins de Jéhovah* Considéré comme une secte par la France.

## Économie

### Agriculture
Embrun fait partie des zones de production de l'agneau de Sisteron, des vins Hautes-Alpes IGP, y compris primeurs et des vins de la Méditerranée, ainsi que des pommes des Alpes de Haute-Durance.

### Commerces

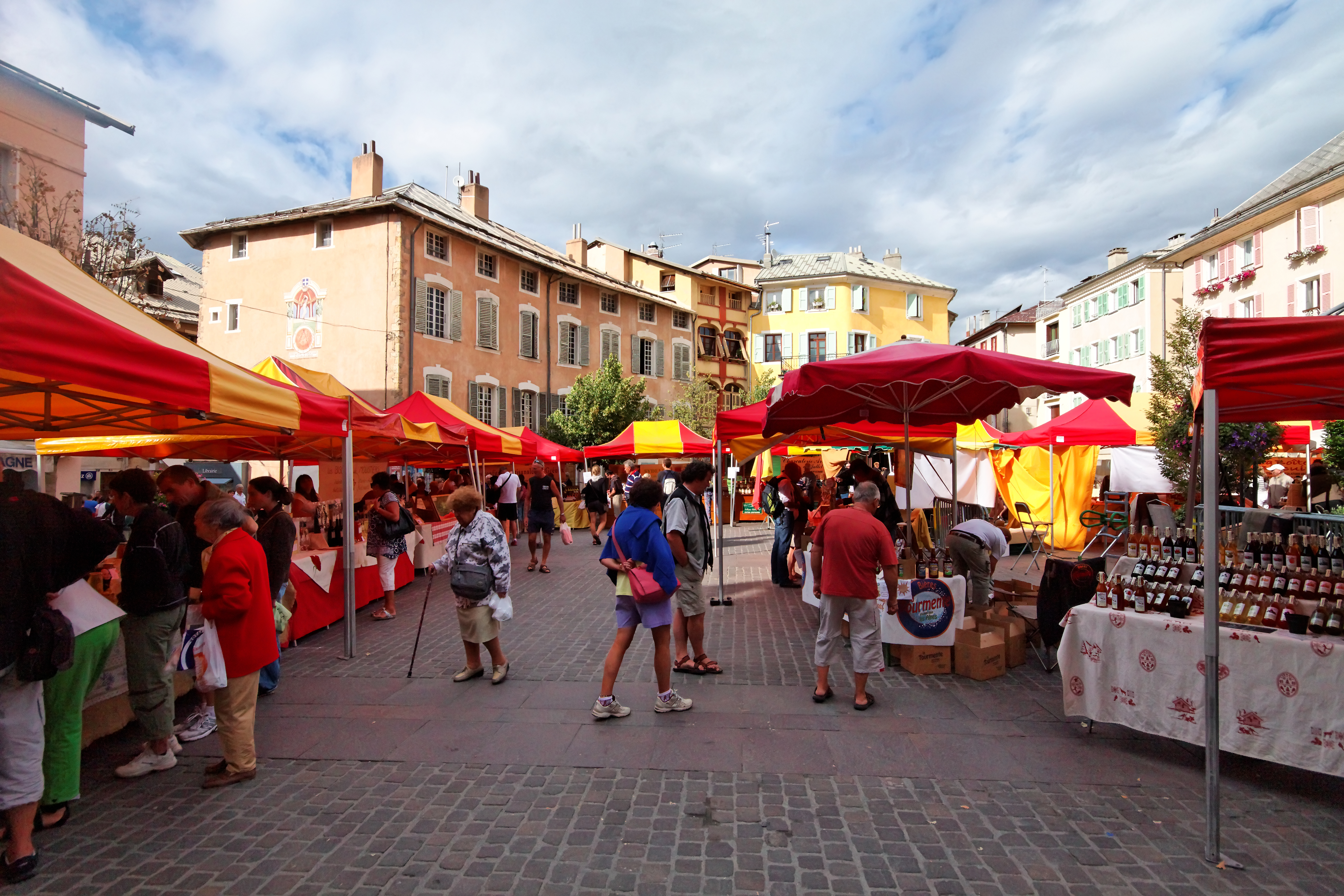
Marché à Embrun.

La Boutique d'artisans d'Embrun, sise au 27 rue de la Liberté, présente les œuvres, meubles et objets de quatre créatrices, et quelquefois davantage, qui travaillent le bois, la céramique, le textile ou bien encore le papier.

### Tourisme
L'économie de la ville est basée notamment sur le tourisme. La proximité du lac de Serre-Ponçon et la présence sur la commune d'un plan d'eau stimule cette activité. Embrun est aussi entourée de montagnes et d'une nature préservée — la commune est incluse dans la zone périphérique du parc national des Écrins — et de stations de sports d'hiver équipées (Les Orres, Risoul-Vars, Réallon, Crévoux). Les hébergements touristiques de la ville sont composés de 6 hôtels (soit 115 chambres), de une à quatre étoiles, de 8 campings (953 emplacements).

## Culture locale et patrimoine

### Lieux culturels
En plus d'une bibliothèque municipale, et d'une école municipale de musique et de danse, la commune dispose d'un centre artistique et culturel, créé en partenariat avec la commune de Mondovi, dans le Piémont (Italie). Le patrimoine local est mis en valeur à la maison des Chanonges, depuis 2007, qui regroupe également les animations culturelles.

### Lieux et monuments
Monuments non cultuels :
- La Tour brune d'Embrun, un donjon carré du XIIe siècle, le seul vestige de la muraille médiévale[75],[76].
- Le plan d'eau, alimenté par les eaux de la Durance, à l'entrée du lac de Serre-Ponçon.

Monuments cultuels :
- La cathédrale Notre-Dame-du-Réal (XIIe et XIIIe siècles)[77], l'un des plus remarquables monuments des Alpes dauphinoises[78]. Bâtie entre 1170 et 1220, elle possède des éléments de style roman tout en comportant des influences du style lombard et en possédant une voûte à croisée d'ogives. Ses parois associent schiste noir et calcaire blanc. Elle fut longtemps connue pour la fresque que comportait son porche, mais celle-ci fut détruite en 1585. Elle possède un orgue offert par le roi de France Louis XI.
- Les deux orgues de la cathédrale (le grand-orgue en nid d'hirondelle) et le petit orgue de la chapelle Sainte-Anne[79]. Le grand orgue de la cathédrale Notre-Dame-du-Réal d'Embrun, érigé initialement en 1464, entièrement refait en 1750 par Samson Scherrer et ses fils, comprend aujourd'hui 3 claviers : positif, grand orgue, récit, avec en outre un pédalier à la française, accouplement à tiroir et soufflets cunéiformes. Cet orgue a été restauré en 2008 par Pascal Quoirin[80].
- La maison des Chanonges (chanoines), un exemple rare d’architecture civile romane (XIIIe siècle), en appareil régulier et à fenêtres géminées ; sur la façade (en haut à gauche), une sculpture de lion en haut-relief mangeant une chèvre. Une datation dendrochronologique a permis de dater les poutres du rez-de-chaussée de 1291, ce qui recoupe les données stylistiques de l'architecture[81],[82].
- Le jardin de l'Archevêché et la promenade de l'Archevêché, belvédère sur la Durance et les environs d'Embrun.
- L'abbaye Notre-Dame de Boscodon, XIIe siècle, dans les environs d'Embrun.
- Le couvent des Cordeliers.
- Chapelle du Petit-Puy d'Embrun.
- Ancienne église Saint-Donat d'Embrun.
- Chapelle des Seyeres.
- Chapelle Saint-Jean-Baptiste d'Embrun.
- Chapelle Saint Roch de Petit Puy.

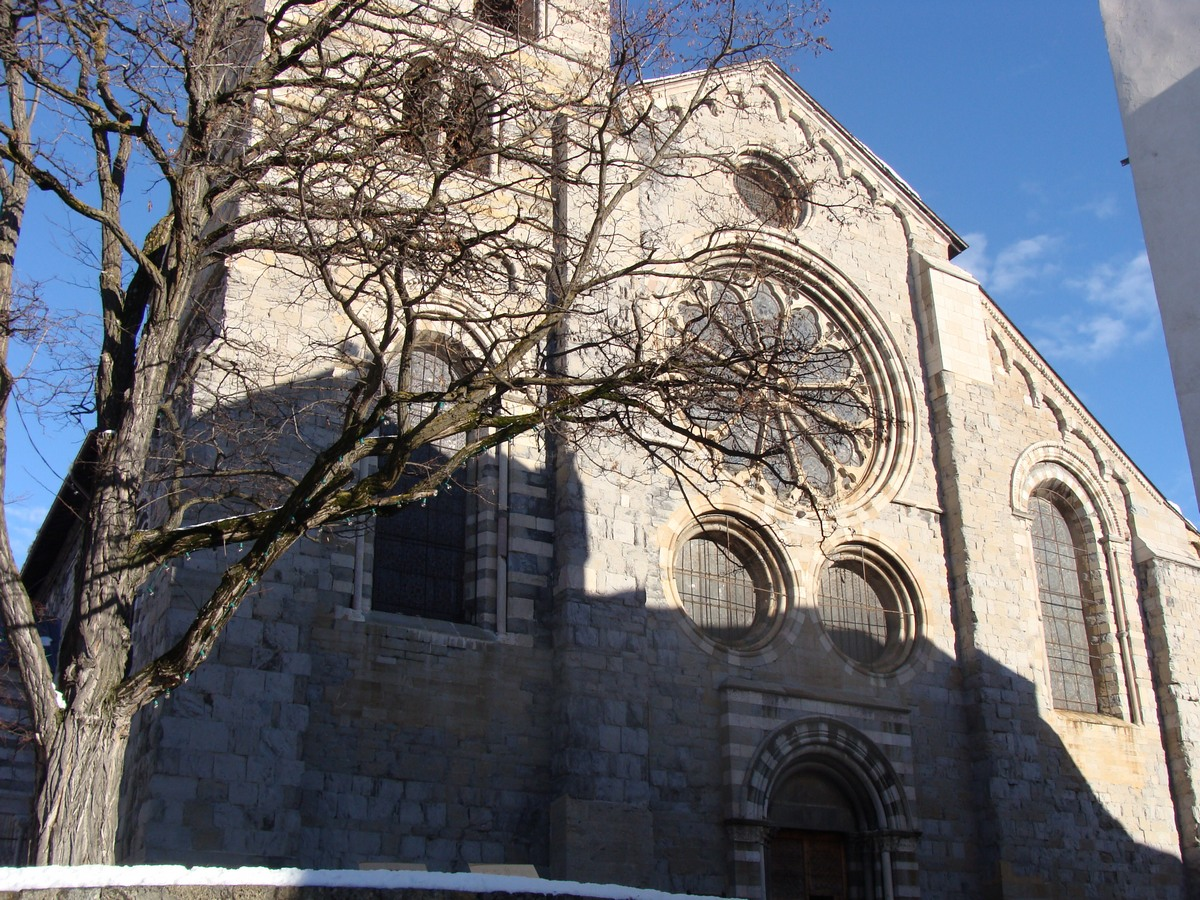
Notre-Dame du Réal, la façade.
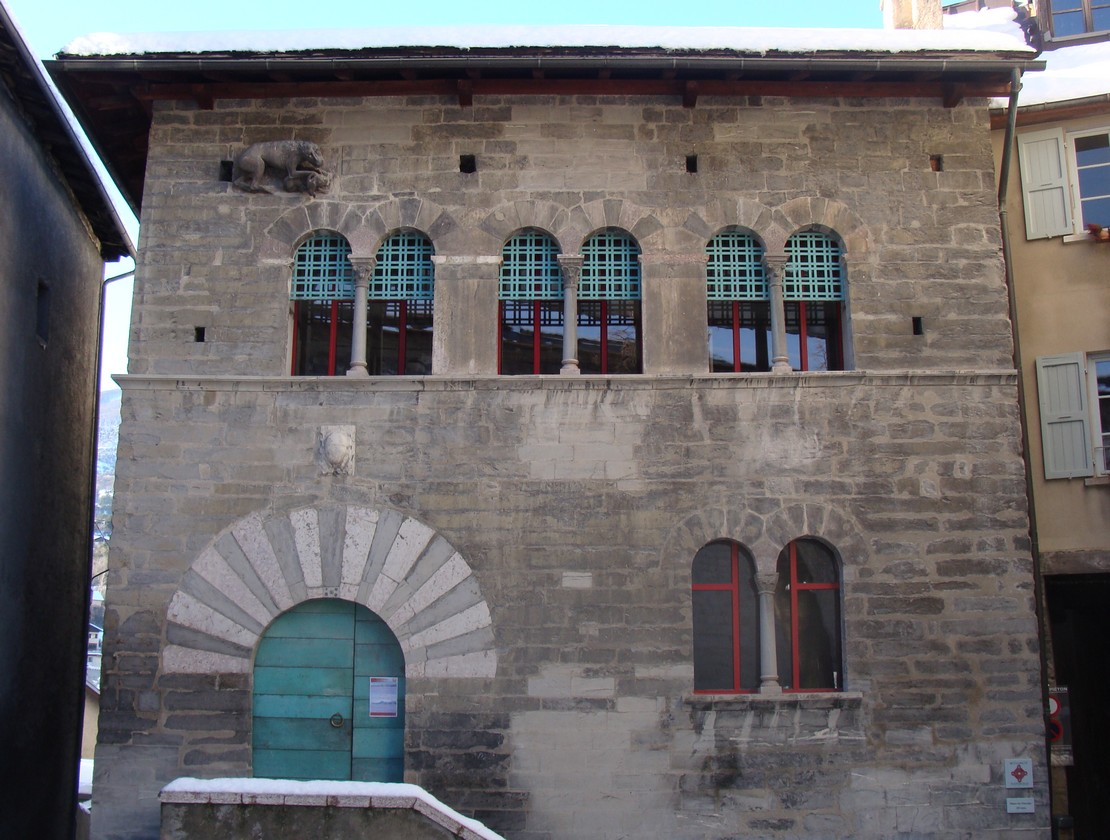
La maison des Chanonges, face à la cathédrale.
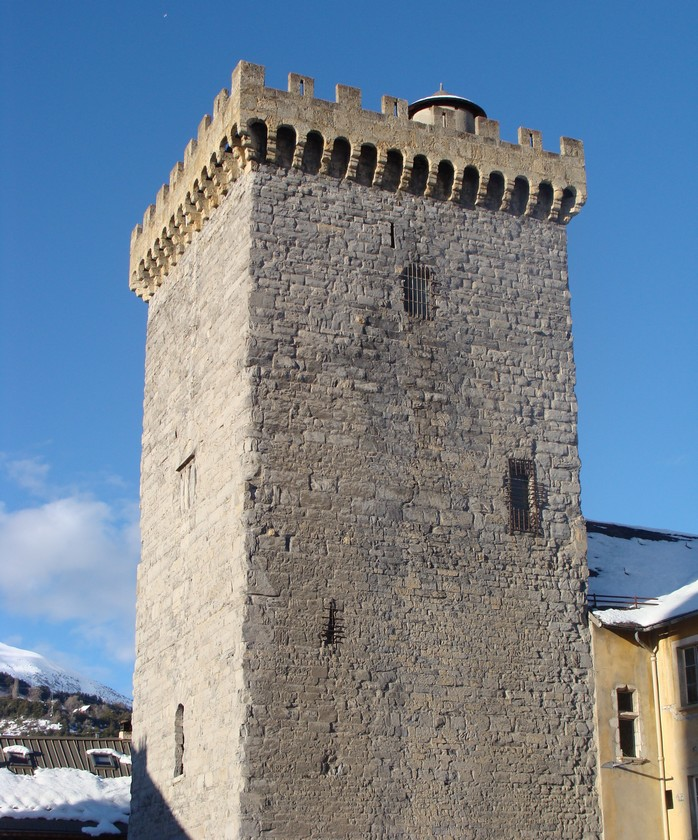
La Tour Brune.
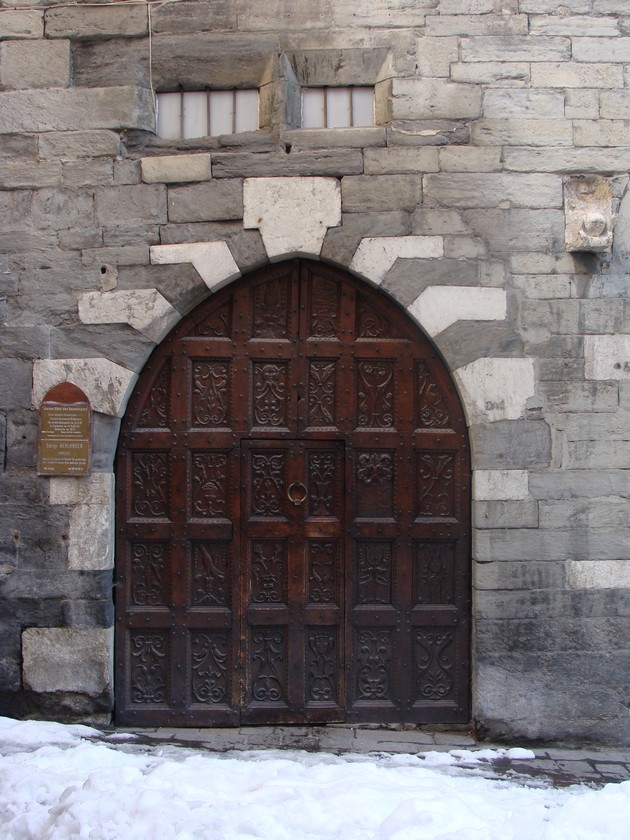
La porche de la maison des gouverneurs.
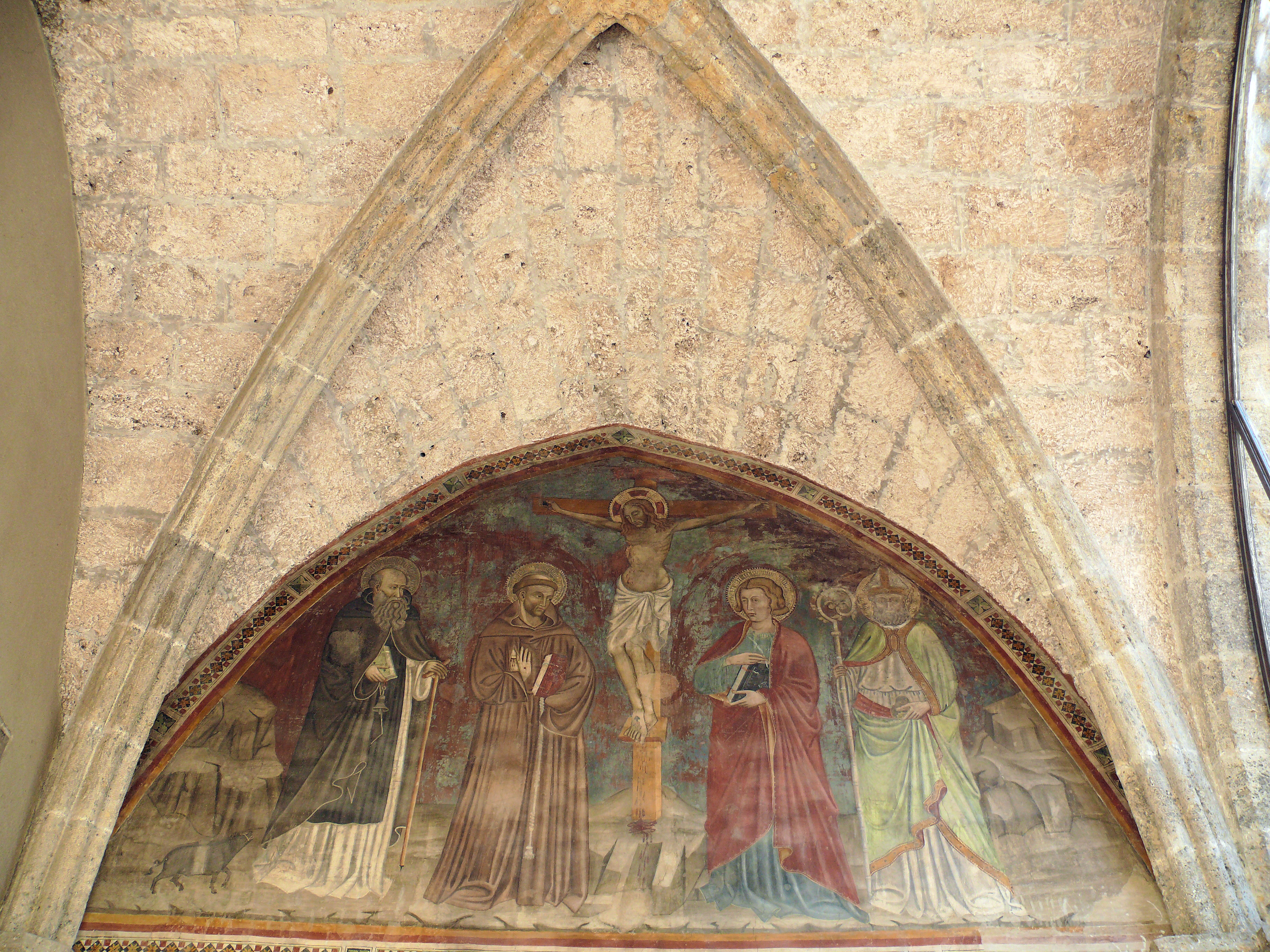
Fresque dans l'une des chapelles latérales de l'église du couvent des Cordeliers.
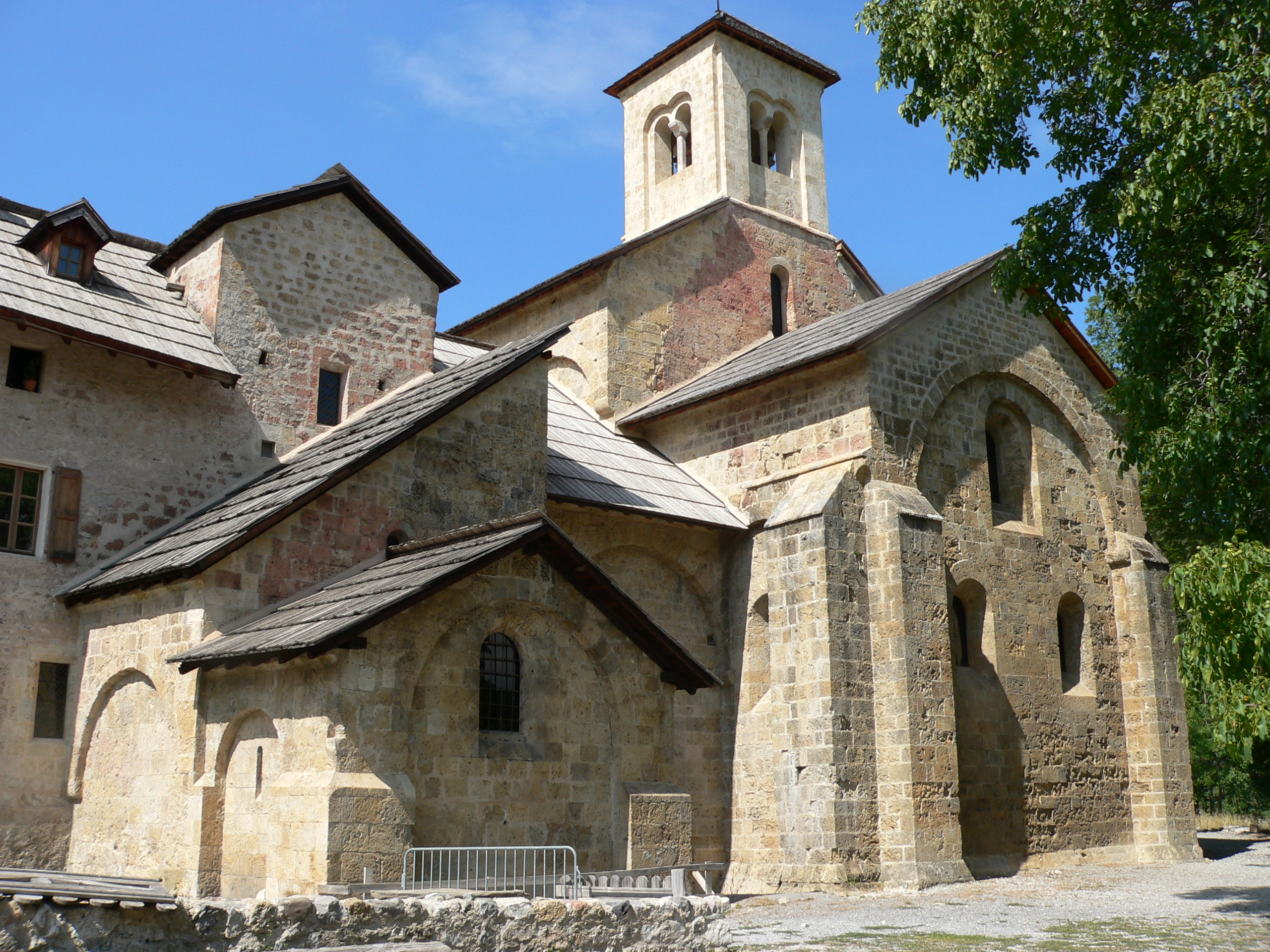
Abbaye de Boscodon.

La ville présente également plusieurs bâtiments d'habitation et fontaines anciennes remarquables. Elle comporte aussi quelques cadrans solaires.

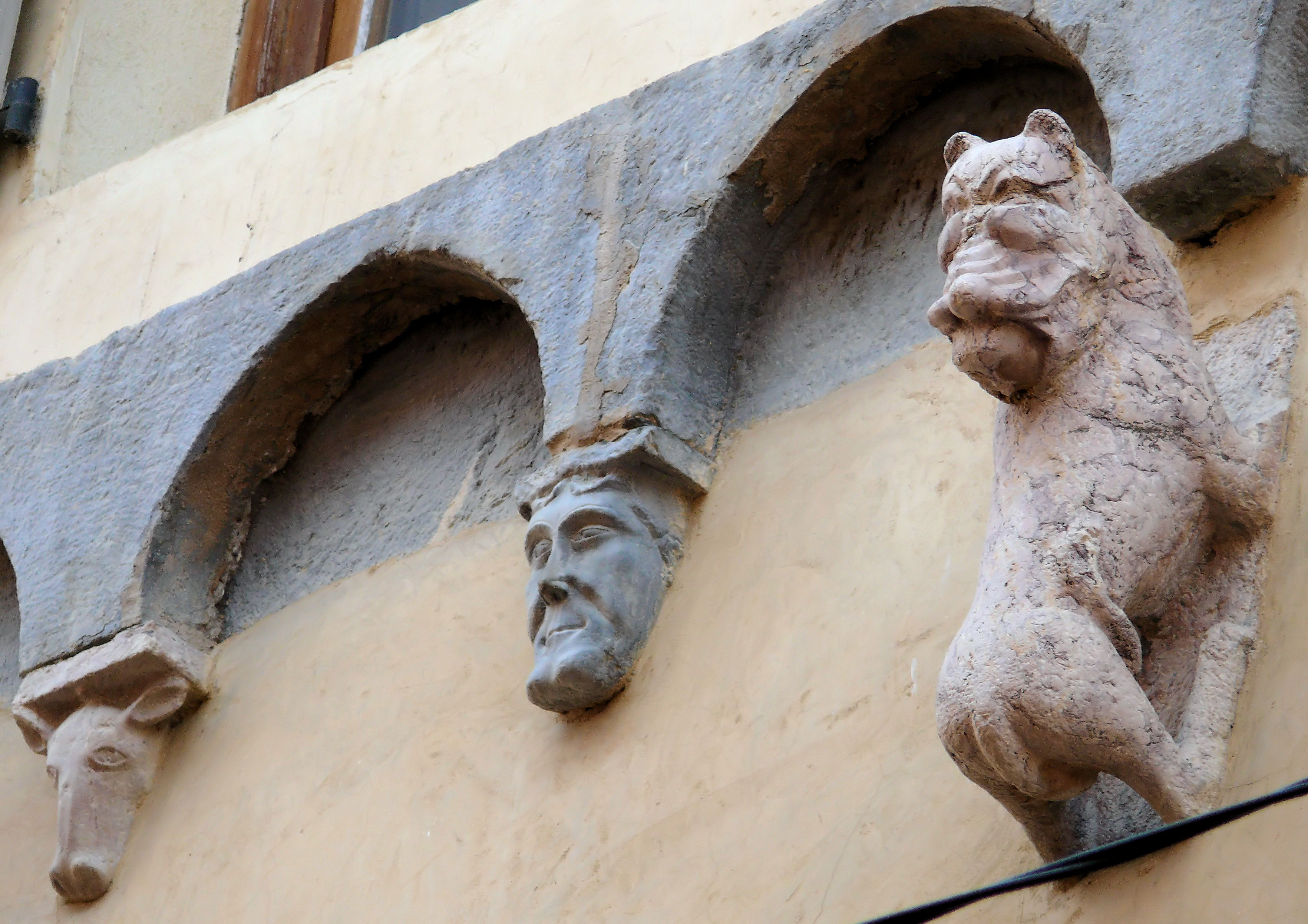
Détail d'une façade de maison, 39 rue Clovis-Hugues.
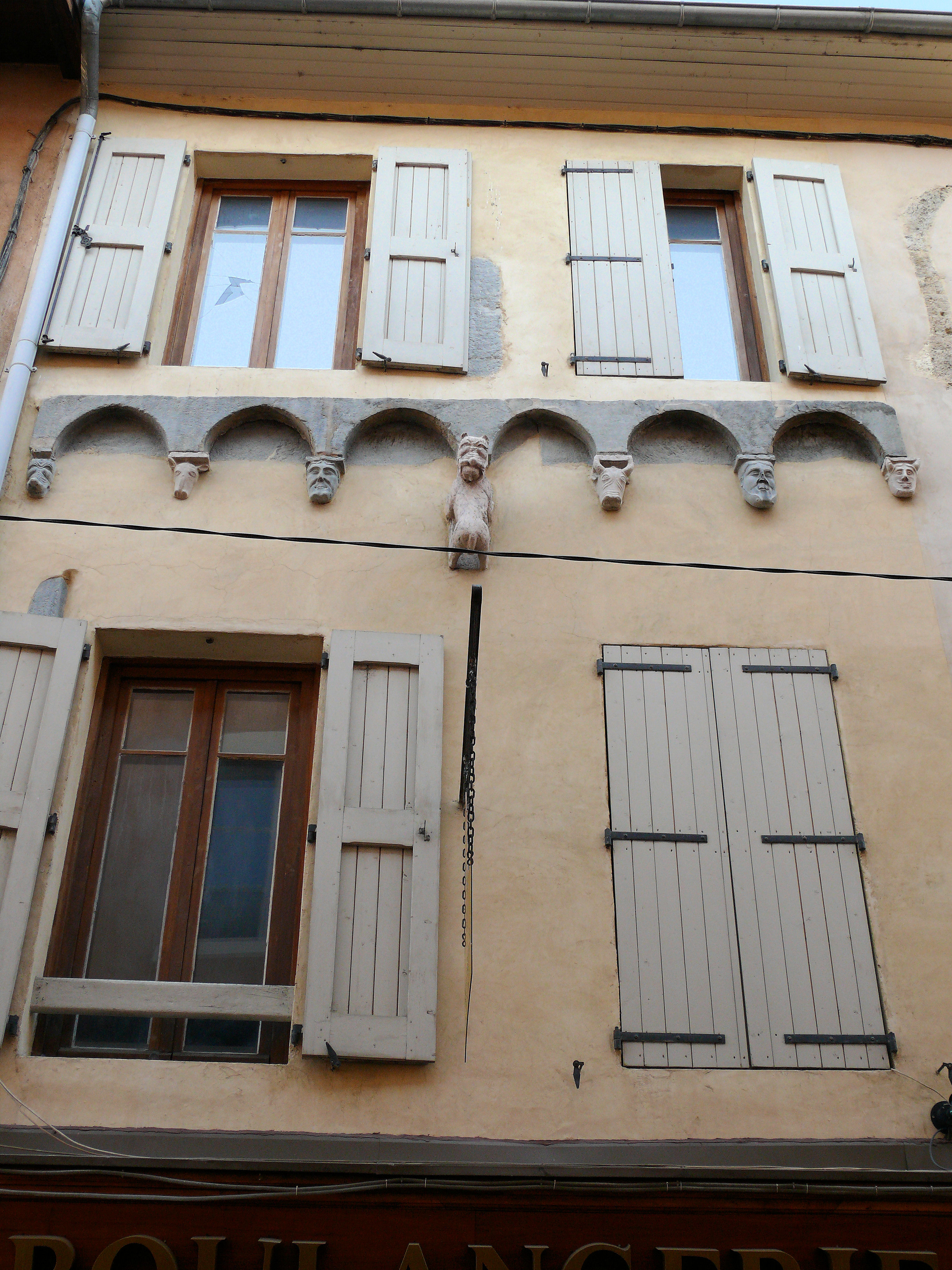
Façade de maison, 39 rue Clovis-Hugues.
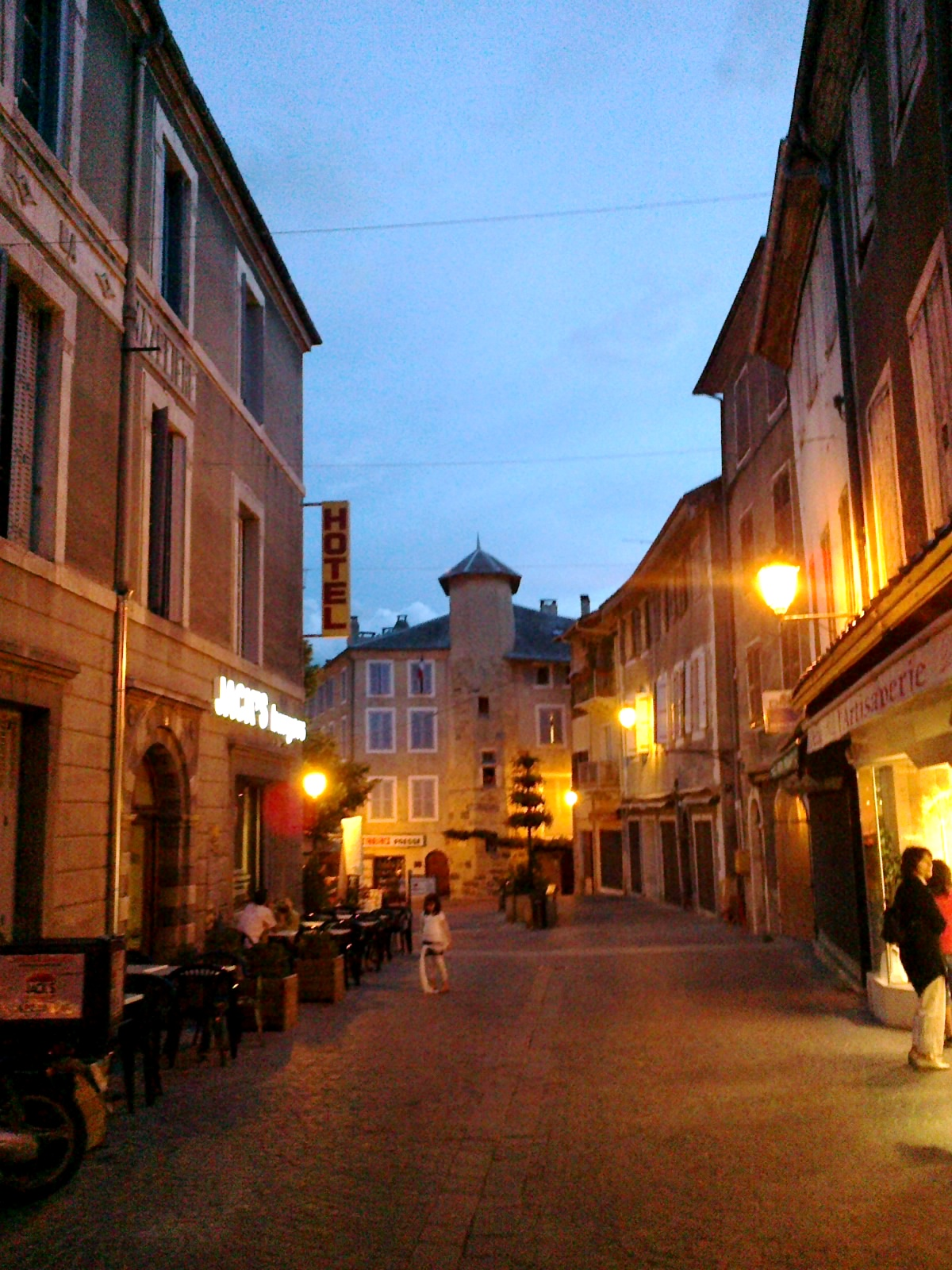
Place Mazelière.
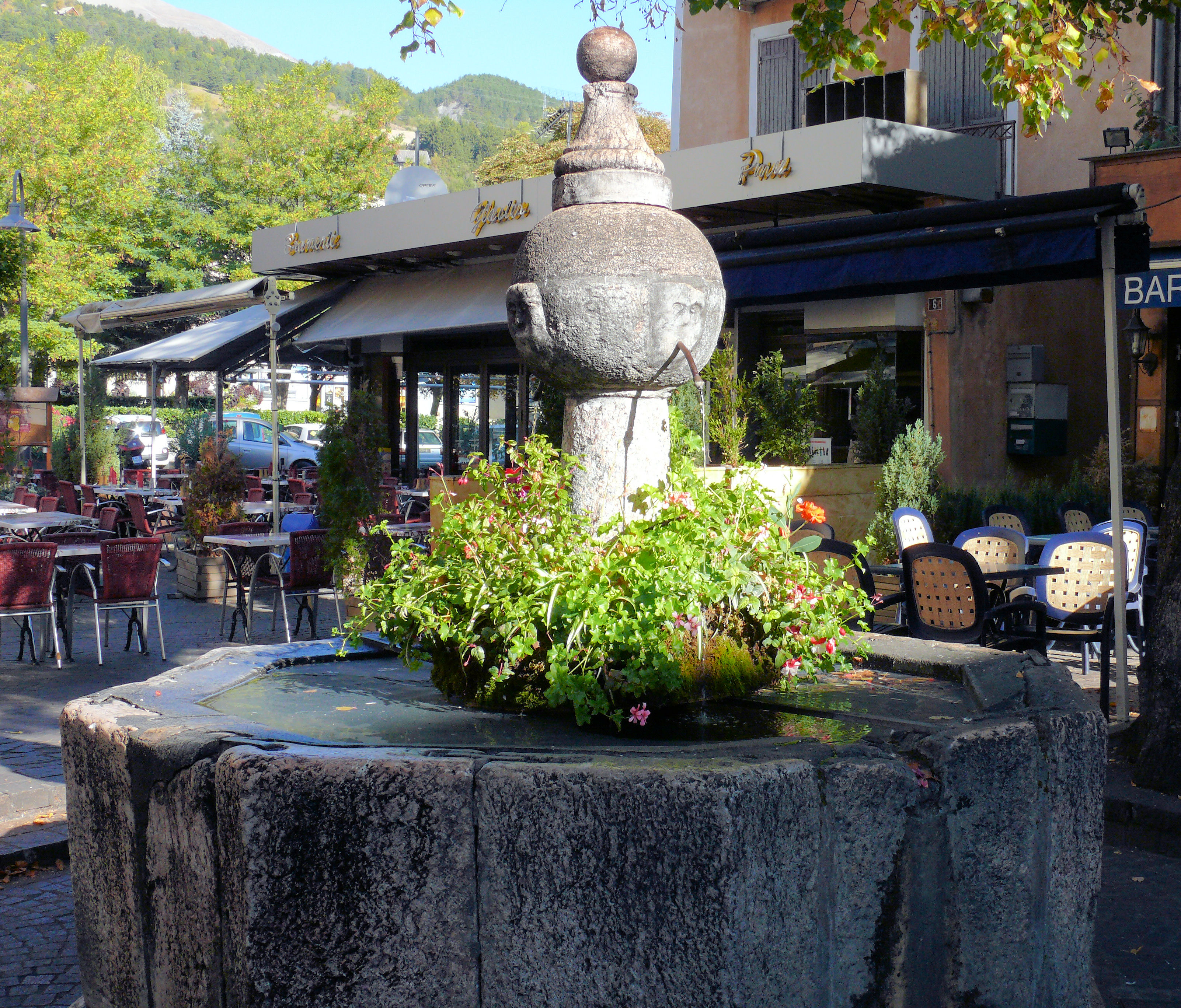
Fontaine place Saint-Marcellin, rue Clovis-Hugues (édifice répertorié dans la base Mérimée du Ministère de la culture français).
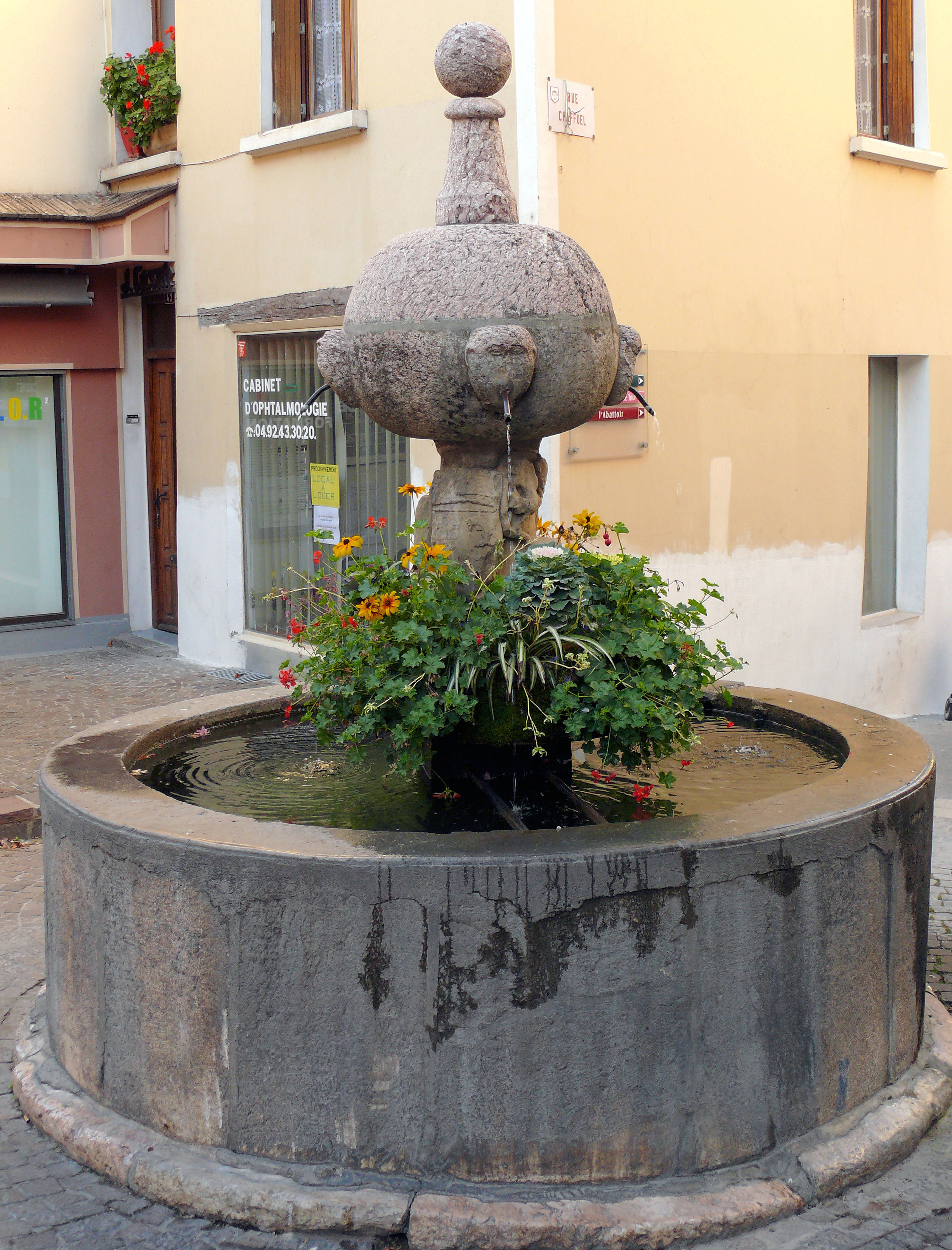
Fontaine place Font-Guers, rue de la Liberté, rue Chaffuel et rue Saint-Hilaire (édifice répertorié dans la base Mérimée du Ministère de la culture français).
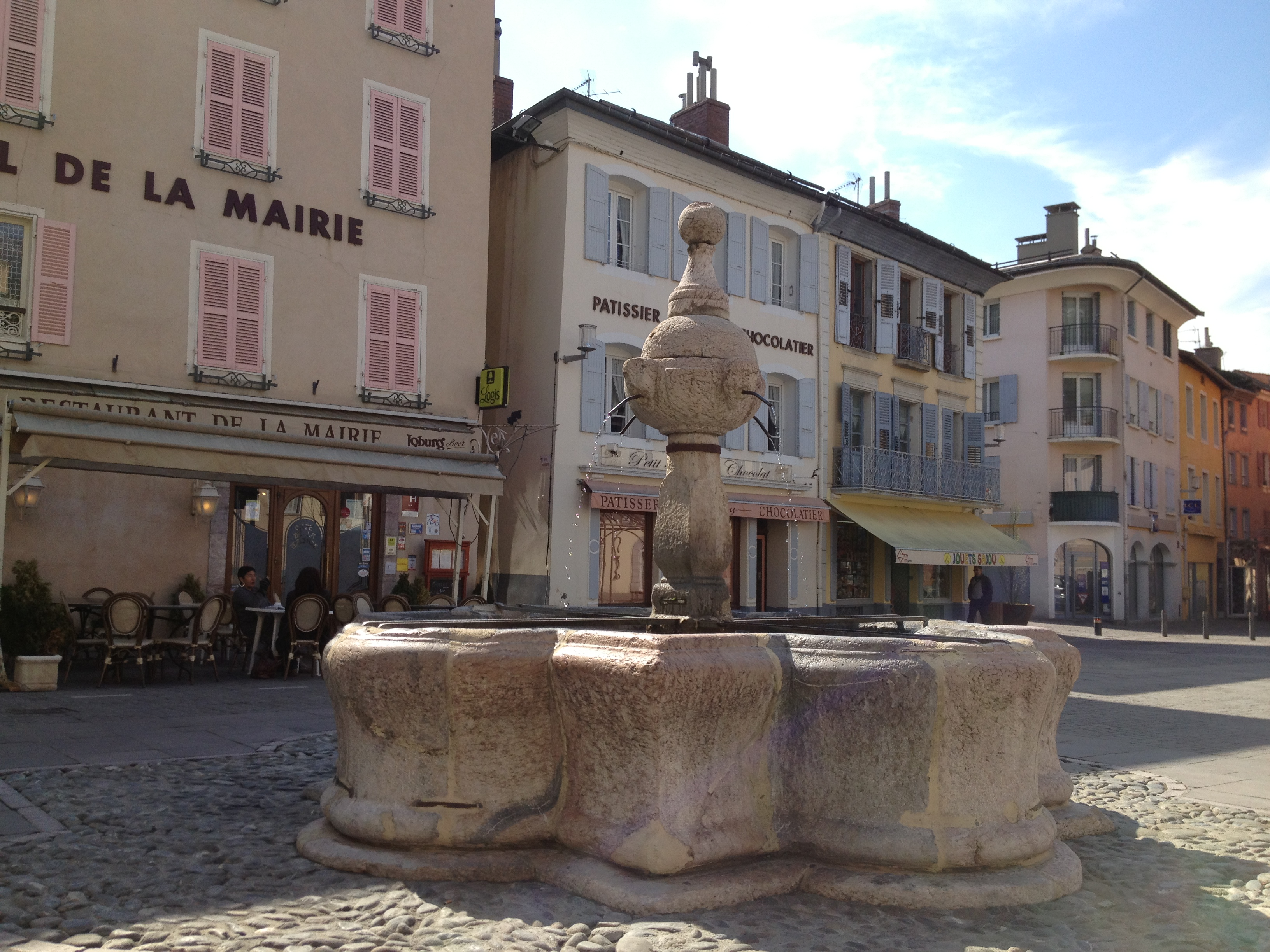
Fontaine place de la mairie.
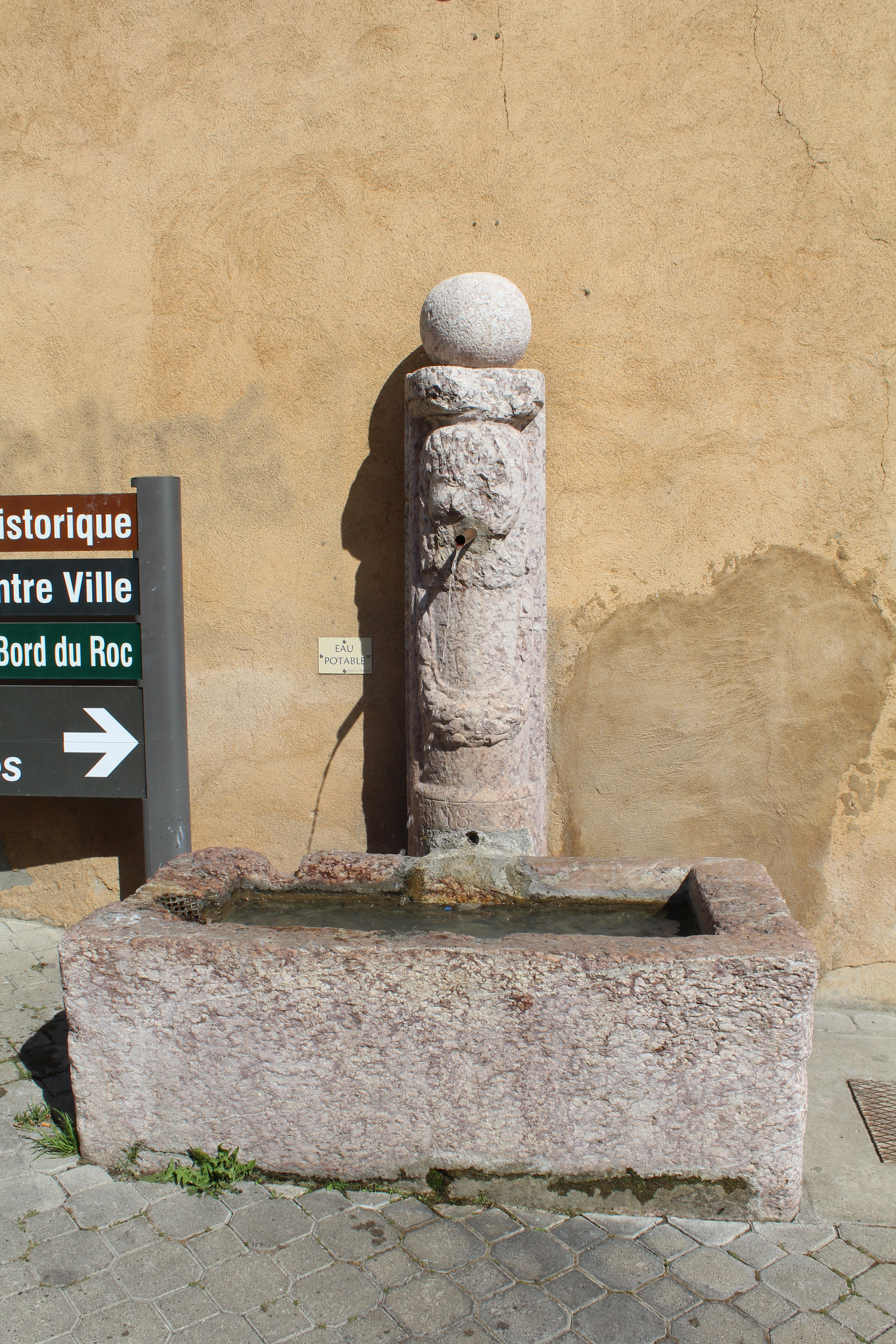
Fontaine rue Pierre et Marie Curie.
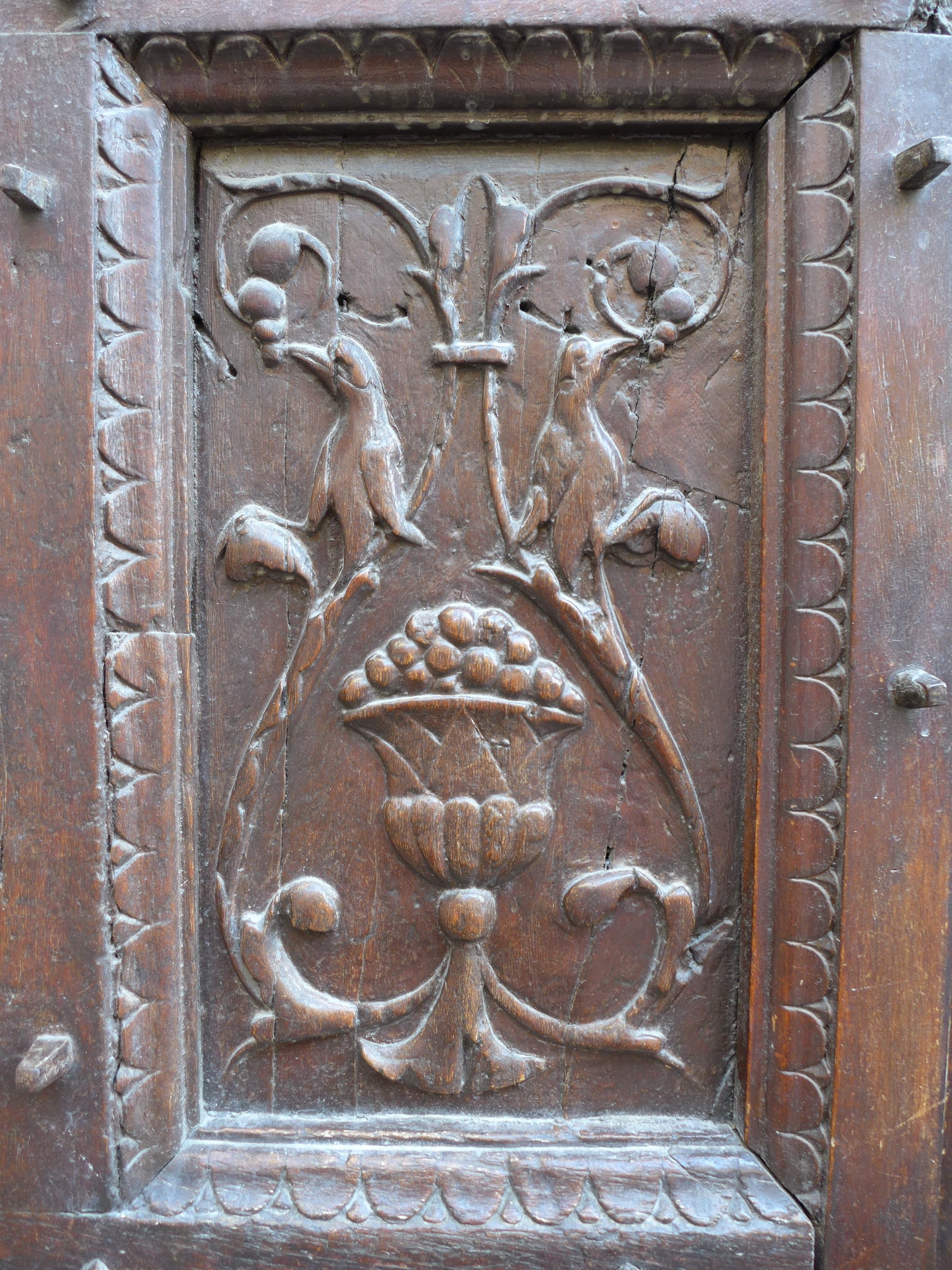
Détail d'une porte ancienne sculptée.
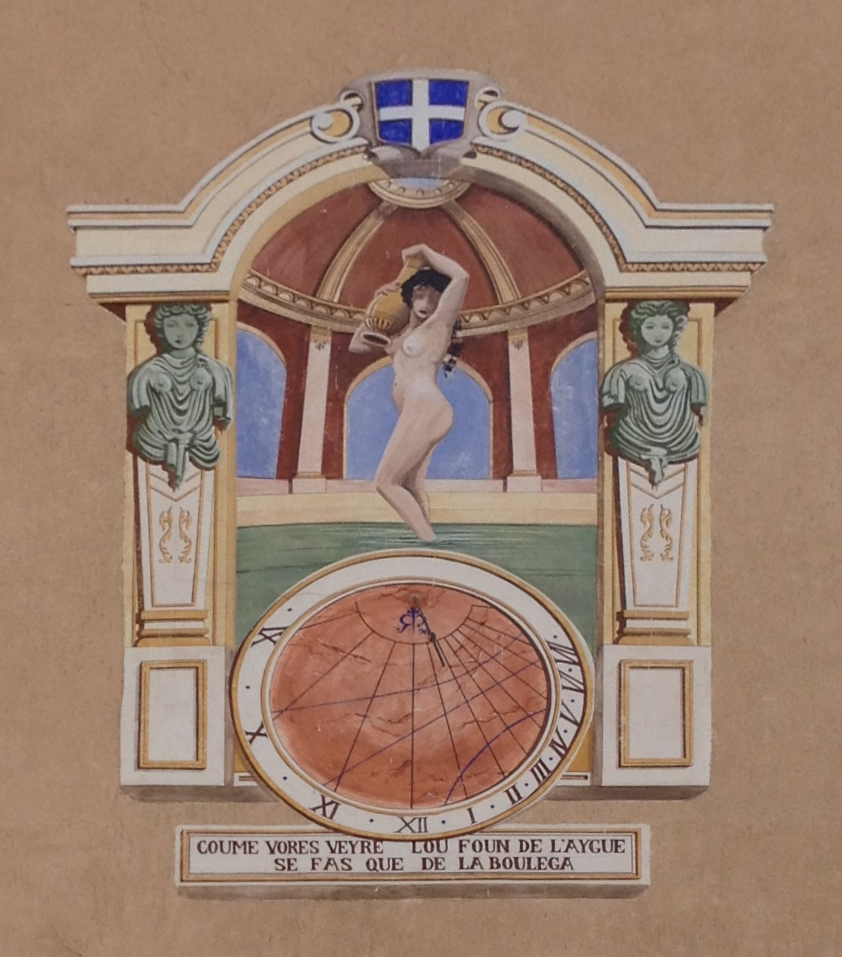
Cadran solaire situé sur un bâtiment place Barthelon, réalisé en 1996 par l'artiste cadranier Rémi Potey. La devise en provençal : "Coume vores veyre lou foun de l'aygue se fas de la boulega ?" signifie "Comment veux-tu voir le fond de l'eau si tu n'arrêtes pas de la remuer ?"[83].

### Personnalités liées à la commune

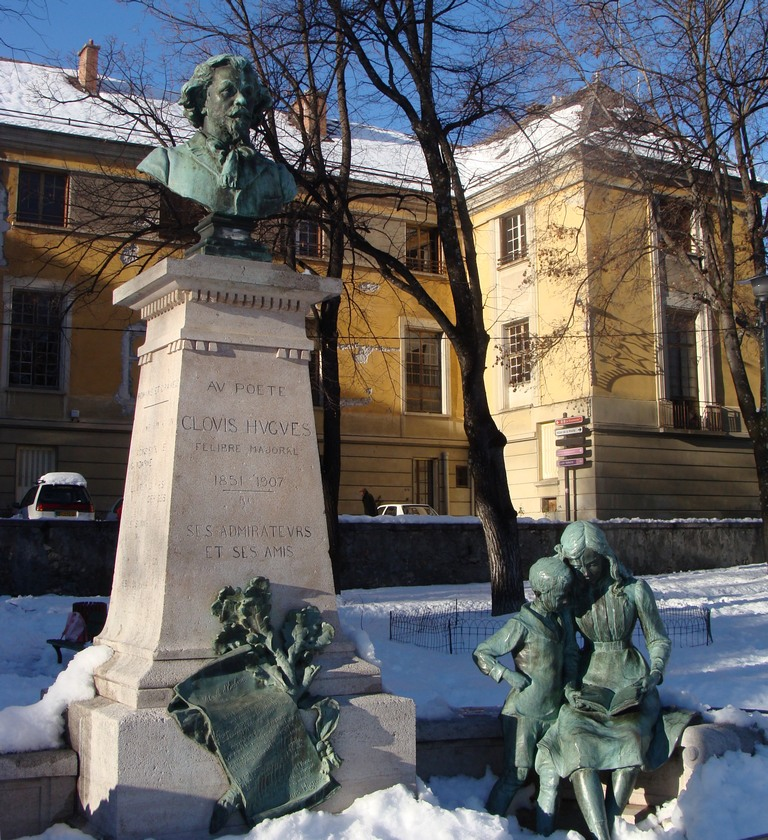
Monument à Clovis Hugues, dans le jardin de l'archevêché.

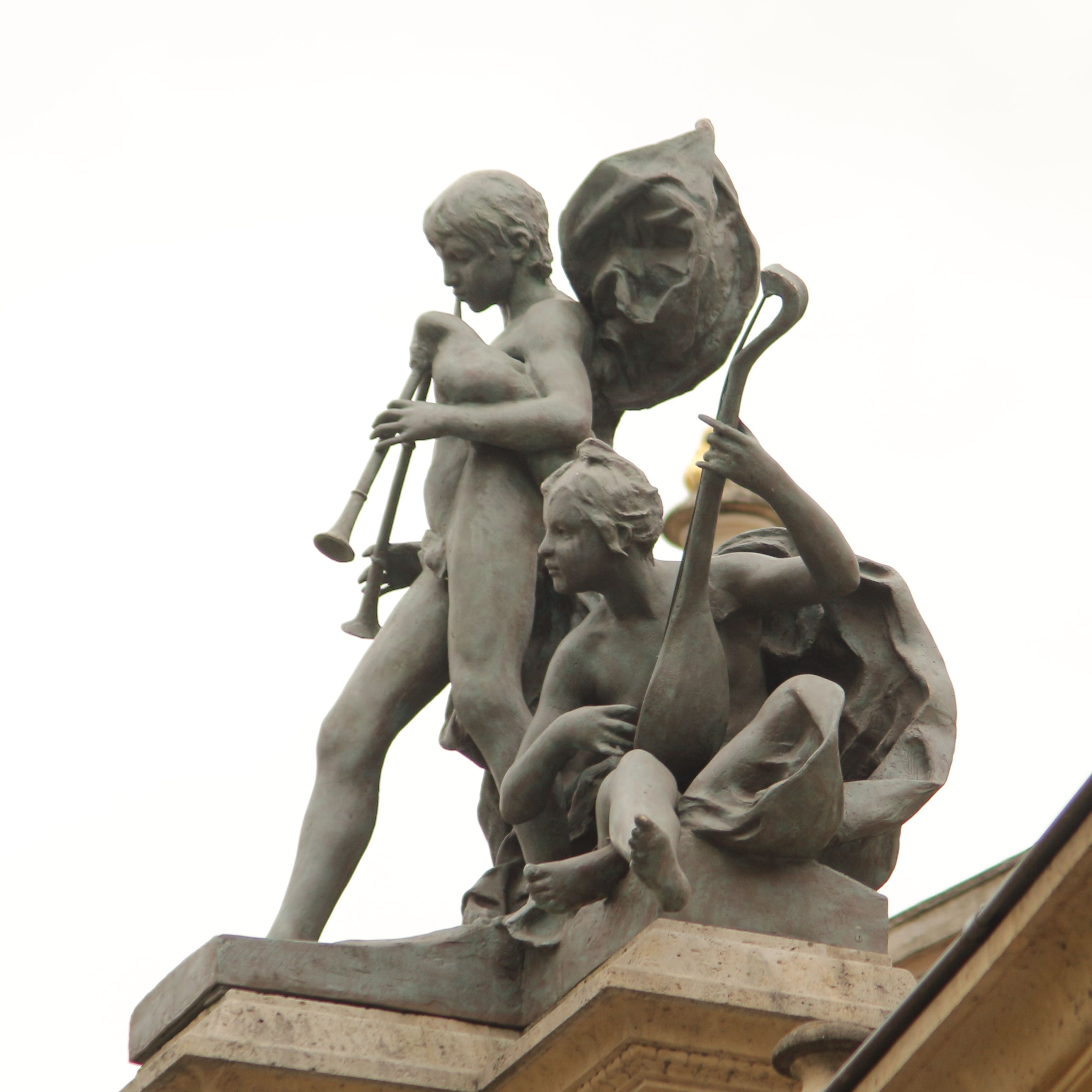
Enfants musiciens, groupe sculpté sur le toit du péristyle, dans la cour du Petit Palais (Paris), 1900, par Maurice Ferrary (1852-1904).

#### Personnalités religieuses et ecclésiastiques
- Marcellin d'Embrun, premier évêque d'Embrun en 354.
- Georges d'Aubusson de La Feuillade, archevêque d'Embrun en 1648.
- Henri Arnaud (1643-1721), pasteur protestant, né à Embrun.
- Charles de La Font de Savine (1742-1814), né et mort à Embrun, évêque de Viviers de 1778 à 1793.
- Léon Miolan (1752-1796), abbé, physicien inventeur et aéronaute français, né et mort à Embrun.
- Jean-Irénée Depéry (1796-1861), évêque de Gap, fondateur de l'Académie floralpine.

#### Personnalités politiques, hauts fonctionnaires et militaires
- Louis Agnel, adjudant-général et homme politique français sous l'Empire, né à Embrun.
- Antoine-Ignace Anthoine (1749-1826), baron de Saint-Joseph, maire de Marseille de 1805 à 1813, beau-frère de Joseph Bonaparte et de Jean-Baptiste Jules Bernadotte, beau-père de Charles Saligny de San-Germano, de Denis Decrès, et de Louis-Gabriel Suchet.
- Jean Julien dit « Julien de Toulouse » (1750-1828) homme politique de la Révolution française, finit sa vie à Embrun où il exerça la profession d'avocat.
- Joseph Dongois (1751-1824), député des Hautes-Alpes, né et décédé à Embrun.
- Pierre-Alexandre-Antoine Nicolas de Meissas, sous-préfet d'Embrun en l'an VIII.
- Jean-François Izoard '(1765-1840), député des Hautes-Alpes, né et décédé à Embrun.
- Jean-Antoine Allier, (1768 à Embrun - 1838 à Paris), député des Hautes-Alpes de 1831 à 1837.
- Antoine Allier, député des Hautes-Alpes, né à Embrun en 1793.
- Clovis Hugues, écrivain et politicien, mort à Paris mais enterré à Embrun en 1907. L'ancienne rue d'Italie a été rebaptisée en son honneur.
- Barthélémy Ferrary, né à Embrun le 25 avril 1827, maire d'Embrun de 1871 à 1873, député des Hautes-Alpes.
- Émile Didier, député et sénateur, né à Embrun en 1909.
- Victor Bonniard, conseiller général d'Embrun de 1888 à 1924, président du Conseil général, député puis sénateur des Hautes-Alpes. Une rue porte son nom à Embrun.
- Maurice de Rothschild, conseiller général d'Embrun en 1924, député puis sénateur des Hautes-Alpes.
- Paul Eugène Bontoux (1820 - 1904) était un industriel, banquier et homme politique catholique et monarchiste, né à Embrun. Il est jugé comme l'un des responsables du krach de l'Union générale en 1882.
- Ernest Cézanne, né à Embrun le 24 mars 1830 mort en 1876, ingénieur et homme politique français, député d'Embrun de 1871 à 1876. Une école primaire de la ville est nommée en son honneur, une avenue portait également son nom mais a été rebaptisée en l'honneur d'Alexandre Didier, ancien maire.
- Amédée Guy (1882-1957), député de Haute-Savoie, fut interné au camp d'Embrun en 1942.
- Abel Bonnard (1883-1968), écrivain, homme politique et poète, a vécu à Embrun de 1887 à 1893.
- Antoine Battesti (1930-2016), colonel de l'armée de terre et colonel de sapeurs-pompiers, est décédé à Embrun.

#### Personnalités du monde des arts et du spectacle
- Maurice Ferrary, sculpteur, neveu de Barthélémy Ferrary, Prix de Rome en 1882.
- Jean Brian, caricaturiste, dessinateur et affichiste, né à Embrun en 1910.
- Laurent Artufel, acteur et animateur de télévision, né à Embrun en 1977.
- Dounia Coesens, actrice, a vécu à Embrun.
- Émile Guigues, né à Embrun le 22 décembre 1825 et mort dans la même ville le 12 décembre 1904, peintre et graveur français.

#### Personnalités scientifiques
- Napoléon Nicolas de Meissas (1806-1883), professeur de cosmographie, né à Embrun, fils de Pierre-Alexandre-Antoine Nicolas de Meissas.

### Héraldique
| Blason de Embrun | Blason  | D'azur à la croix d'argent.                      |
| Blason de Embrun | Détails | Le statut officiel du blason reste à déterminer. |